# Калигула
Гай Ю́лий Це́зарь А́вгуст Герма́ник (лат. Gaius Iulius Caesar Augustus Germanicus; более известный под прозвищем-агноменом Кали́гула, лат. Caligula; 31 августа 12, Анций — 24 января 41, Рим) — римский император (c 18 марта 37), третий представитель династии Юлиев-Клавдиев; также — великий понтифик (лат. Pontifex Maximus), трибун (лат. Tribuniciae potestatis), Отец отечества (лат. Pater patriae) (с 38 года), четырежды консул (37, 39—41).
Калигула был третьим сыном рано умершего Германика, известного полководца и потенциального наследника Тиберия. Старшие братья Калигулы пали жертвой интриг при императорском дворе, которые он пережил благодаря молодости и защите влиятельных родственников. После смерти Тиберия стал императором при поддержке префекта преторианцев Макрона и начал правление с отмены репрессивных и непопулярных мер предшественника. Дальнейшая его политика характеризовалась нарастающим самоуправством и конфронтацией с сенатом, что настроило против него значительную часть римского нобилитета. Существенно увеличил расходы государственной и императорской казны организацией масштабного строительства и богатыми представлениями, чем приобрёл репутацию расточителя. За неполных четыре года правления Калигула аннексировал Мавретанию, лично проводил манёвры в Германии, планировал вторжение в Британию. Был убит ближайшими сподвижниками в результате дворцового переворота. Своим правлением Калигула запомнился современникам и потомкам как жестокий и сладострастный тиран-безумец, хотя в современной историографии предпринимаются попытки отойти от пристрастных оценок античных авторов. А некоторые распространённые утверждения из его биографии признаются историческими мифами и примером античного "чёрного пиара".

## Ранние годы

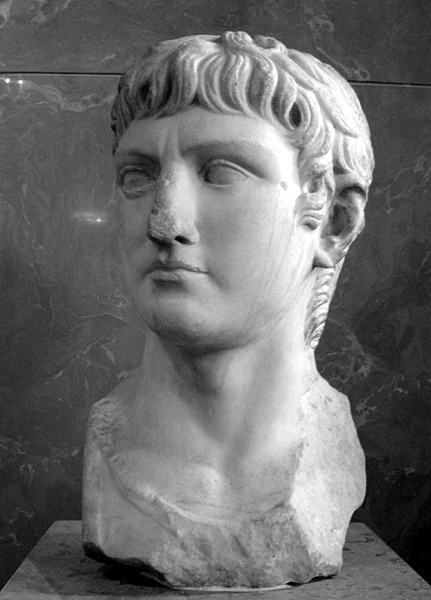
Германик. Бюст из Кордовы (Испания).

Гай Юлий Цезарь Германик родился 31 августа 12 года в семье Германика, внука первого императора Октавиана Августа, и Агриппины Старшей, родной внучки Октавиана. Отец Германика Друз Старший приходился Октавиану приёмным сыном; будущему императору Тиберию Германик приходился племянником, но по настоянию Октавиана Тиберий усыновил его. Гай стал шестым сыном в семье, а после него Агриппина родила ещё трёх дочерей. Три его брата умерли в младенчестве, причём одного из них тоже звали Гаем. Местом его рождения был, вероятно, курортный город Анций, хотя современники императора иногда говорили о рождении его в Тибуре и в Германии (в окрестностях современного Кобленца).
Рождение будущего императора пришлось на консульство отца, когда он на год вернулся из германской армии в столицу. Первые два года своей жизни он провёл в Риме или окрестностях, а 18 мая 14 года его отправили к отцу на север — как полагает современный биограф Калигулы Энтони Баррет, в военный лагерь Оппидум Убиорум (современный Кёльн). Здесь Гай часто наряжался в одежду легионера (возможно, по инициативе матери), из-за чего солдаты придумали ему прозвище «Калигула» (лат. Caligula, уменьшительно-ласкательное от caliga — «солдатский сапог»). Несмотря на известность прозвища, самому императору оно очень не нравилось. Светоний, античный биограф Калигулы и важнейший источник информации о нём, уверяет, что подражание солдатам в одежде снискало мальчику популярность среди рядовых легионеров.

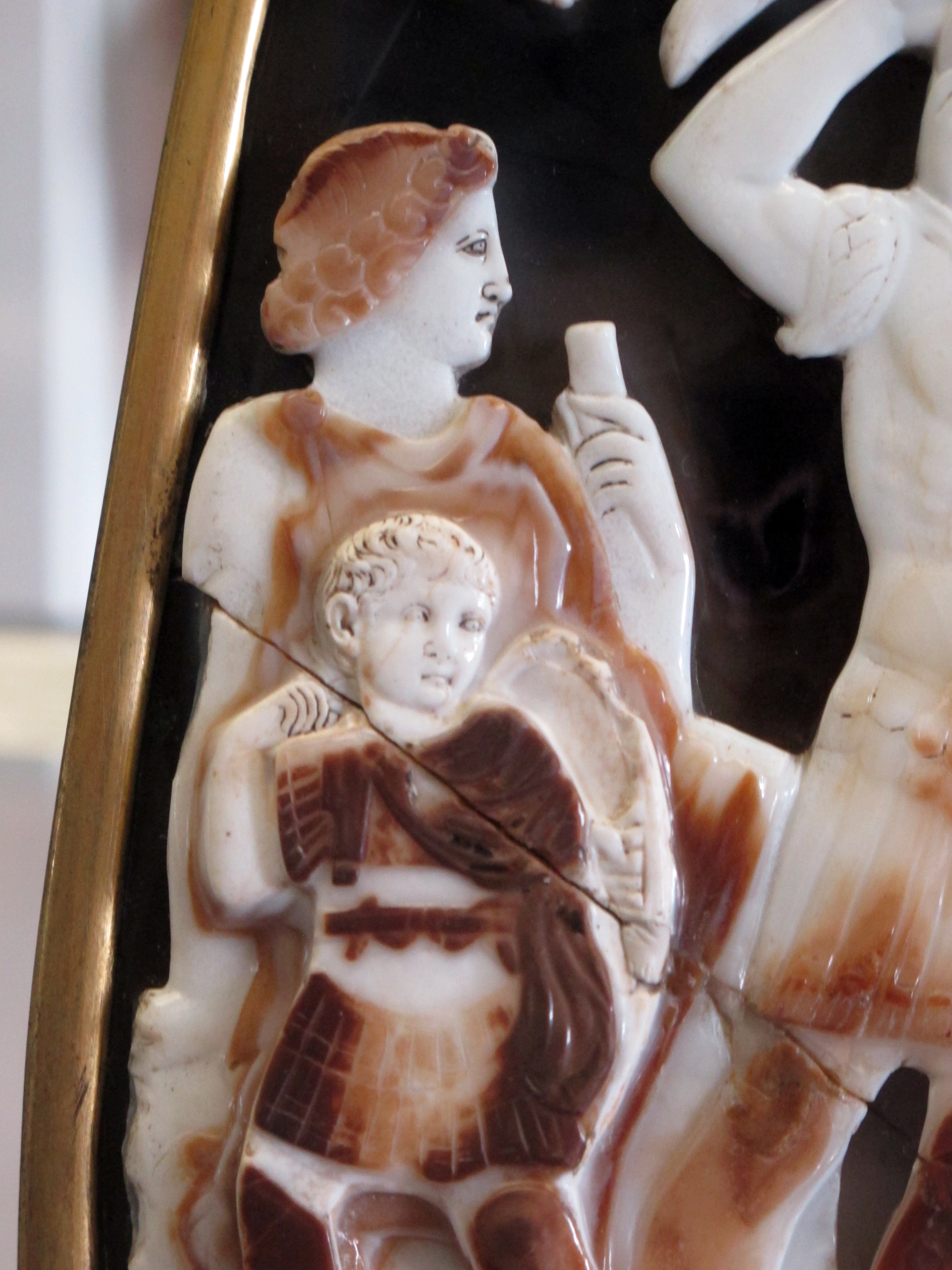
Фрагмент Большой камеи Франции (ок. 23 года). Калигула и Агриппина Старшая.

После смерти Октавиана (19 августа 14 года) в легионах на Рейне вспыхнул мятеж, во время которого Агриппину с ребёнком, по разным версиям, взяли в заложники или вынудили бежать из лагеря. После подавления мятежа Германик повёл наступление на правом берегу Рейна, оказавшееся довольно успешным, несмотря на отдельные неудачи. Однако развить успех он не успел, поскольку в 17 году полководец вместе с семьёй по настоянию Тиберия вернулся в Рим для празднования триумфа, который состоялся 26 мая.
Вскоре после возвращения Тиберий направил Германика на Восток с важным дипломатическим поручением. В длившееся около двух лет путешествие Германик взял с собой Агриппину и Калигулу. Известно о публичном выступлении маленького Калигулы в Ассосе в Азии. 10 октября 19 года Германик неожиданно заболел и умер в Сирии, причём в последние часы жизни он настаивал на том, что его отравили наместник Сирии Гней Кальпурний Пизон и его жена Мунация Планцина. Пизон мог действовать по указке Тиберия, хотя доказательств этому нет. Добрая память соотечественников о Германике оказала большую услугу Калигуле при его возвышении и восхождении на трон.

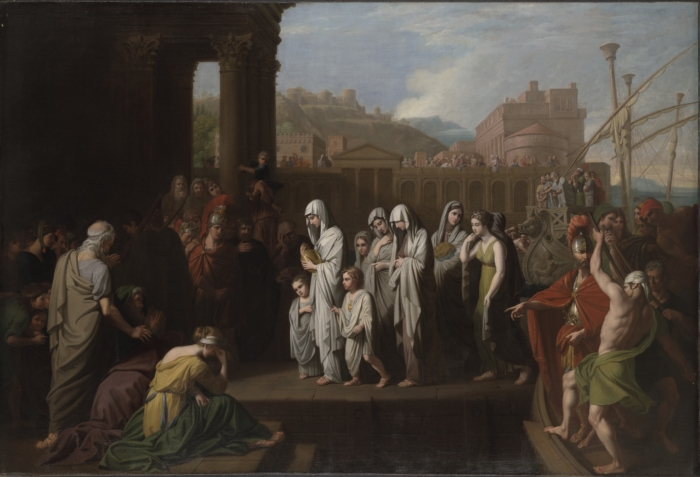
Бенджамин Уэст. «Агриппина сходит на берег с прахом Германика в Бриндизии». 1768 год

Германика кремировали в Антиохии, а в следующем году Агриппина в сопровождении детей привезла его прах в Рим. Как вдова популярного полководца, она пользовалась всеобщей симпатией, что могло вызвать недовольство Тиберия. По его инициативе смерть Германика стала предметом судебного разбирательства, но суд не был завершён из-за самоубийства Пизона.
В ранней Римской империи не успели сложиться строгие правила наследования власти, однако считалось, что наследниками пожилого Тиберия станут его сын Друз Младший, старший сын Агриппины Нерон Германик или средний сын Друз Германик. Младший брат Германика Клавдий не рассматривался, но исключительно из-за репутации слабоумного. В 23 году префект преторианской гвардии Луций Элий Сеян, имевший виды на власть, подговорил жену Друза Младшего Ливиллу отравить мужа, и в сентябре тот скончался. Используя ненависть Агриппины к Тиберию (она обвиняла его в смерти мужа), Сеян постарался настроить императора против старших детей Германика, но добился успеха лишь в 29 году, когда по указке императора Агриппину и Нерона Германика сослали на Понцианские острова. Вскоре Сеян добился заточения в темницу под Палатинским дворцом и Друза Германика, которого ранее использовал в борьбе против старшего брата и матери. Своими действиями Сеян косвенно способствовал возвышению Калигулы, хотя высказываются предположения о намерении фаворита Тиберия со временем расправиться и с ним. Калигула был избавлен от преследования Сеяна из-за возраста, а также благодаря тому, что в разгар борьбы Агриппины и Сеяна его взялась опекать обладавшая серьёзным влиянием прабабка Ливия, вдова Октавиана и мать Тиберия. Будущий император провёл в её доме несколько лет и, вероятно, привязался к ней, хотя Светоний упоминает о выпаде против её происхождения. После смерти Ливии в 29 году Калигула произнёс речь на её похоронах. Вскоре он переехал в дом бабушки Антонии Младшей, дочери Марка Антония. По-видимому, в её доме Калигула познакомился с несколькими сверстниками из правящих династий восточных государств и с Децимом Валерием Азиатиком. Вместе с Калигулой Антония приютила по меньшей мере одну из сестёр Калигулы, Друзиллу.

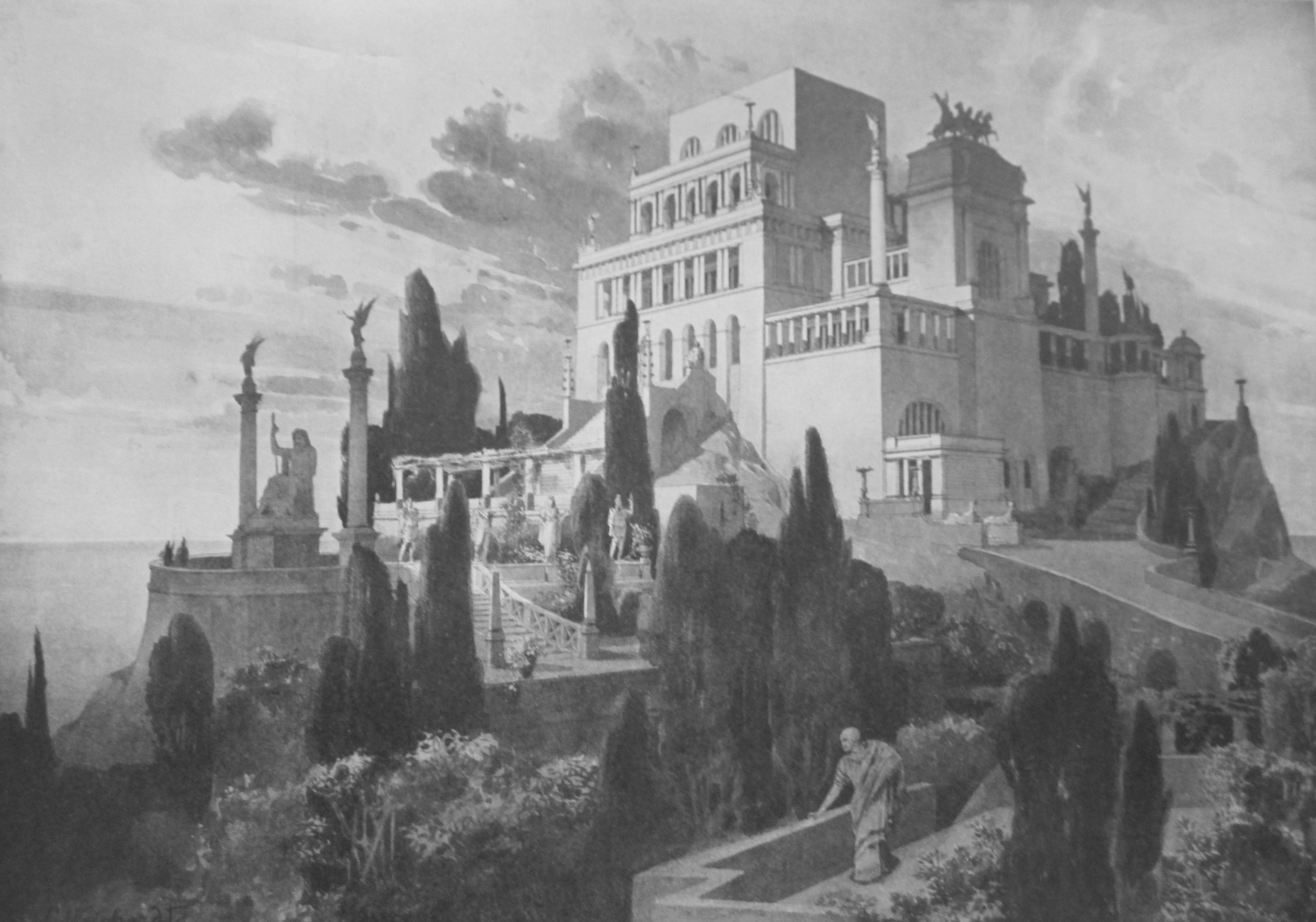
Реконструкция виллы Юпитера — резиденции Тиберия на Капри

Антония через доверенных лиц сообщила Тиберию, обосновавшемуся на острове Капри, будто Сеян задумал устранить и самого императора, что могло содействовать падению префекта. В 31 году Тиберий призвал Калигулу на Капри — возможно, желая обезопасить потенциального преемника и намереваясь руководить его воспитанием. На острове Калигула прошёл обряд инициации и надел взрослую тогу — допускается, что задержка официального вступления во взрослую жизнь была инициативой императора. Вскоре Тиберий расправился с Сеяном, и новым префектом преторианской гвардии стал Макрон, который тоже рвался к власти. Несмотря на нежелание Тиберия возвращать мать и старших сестёр Калигулы из ссылки, к нему самому император не испытывал негативных эмоций, а напротив, всячески поддерживал его. Поняв, что император рассматривает Калигулу в качестве вероятного преемника, его расположения стал искать Макрон. Инструментом влияния на Калигулу Макрон избрал свою жену Эннию. Казнь Сеяна позволила вернуться в политику многим друзьям и сторонникам Германика, которые впоследствии поддержали Калигулу.
На Капри Калигула продолжил обучение, начатое высокообразованным отцом и продолженное в Риме. Тиберий очень ценил хорошее образование, и Калигула усердно учился, желая угодить деду. Автор апологетической биографии Калигулы Гуго Вильрих предположил, что Тиберий планировал воспитать Калигулу как конституционного монарха, но его усилия могли быть сведены на нет Юлием (Иродом) Агриппой, который сдружился с будущим императором в этот период. Впрочем, и сам Тиберий мог содействовать раскрытию в Калигуле не только тяги к знаниям, но также жестокости и сладострастия.
Благодаря расположению к Калигуле Тиберий содействовал его политической карьере, сделав квестором в 33 году и пообещав выдвигать на другие должности на пять лет раньше, чем требовали законы. Некоторые почести ему оказывались в провинциях — Тарраконской Испании, Африке и Нарбонской Галлии. Параллельно с этими почестями Калигуле Тиберий приказал уморить голодом Друза Германика, а вскоре Агриппина покончила жизнь самоубийством (в последнем случае в вине Тиберия сомневались уже древние авторы). В результате серии организованных Сеяном и Тиберием смертей, основными кандидатами в наследовании Тиберию стали Калигула и малолетний Тиберий Гемелл, сын Друза Младшего; Клавдий по-прежнему не рассматривался всерьёз.
Император долго колебался с выбором преемника. Античные авторы утверждают, будто Тиберий разглядел пороки Калигулы, несовместимые с абсолютной властью, что и повлияло на нерешительность в выборе наследника. Филон Александрийский приводит версию, будто Тиберий готовился убить Калигулу, но его отговорил Макрон. В результате в 35 году император составил завещание, в котором указал наследниками Калигулу и Гемелла в равной степени, что фактически устанавливало в стране дуумвират. Поскольку неясно, знали ли приближённые о содержании завещания Тиберия, допускается, что оно не было достоверно известно до его смерти. Решение Тиберия признаётся необычным, но допускается, что император намеренно создал кризис. В частности, высказывалось предположение, что своим необычным решением Тиберий желал снять с себя ответственность за выбор следующего правителя, поскольку был уверен в том, что власть после его смерти в любом случае захватит Калигула. Упоминание Гемелла могло быть вызвано и желанием императора защитить его от своего двоюродного брата. Допускается и обратное: будто бы ставший к концу жизни суеверным Тиберий перестал опасаться Калигулы из-за советов придворного астролога. Несмотря на назначение преемников, император не выдвигал их на высокие посты — по-видимому, опасаясь их возвышения ещё при его жизни. Страхом перед наследниками было обусловлено и пребывание обоих на Капри, хотя Калигула, вероятно, иногда бывал и в Риме.

## Правление

### Приход к власти

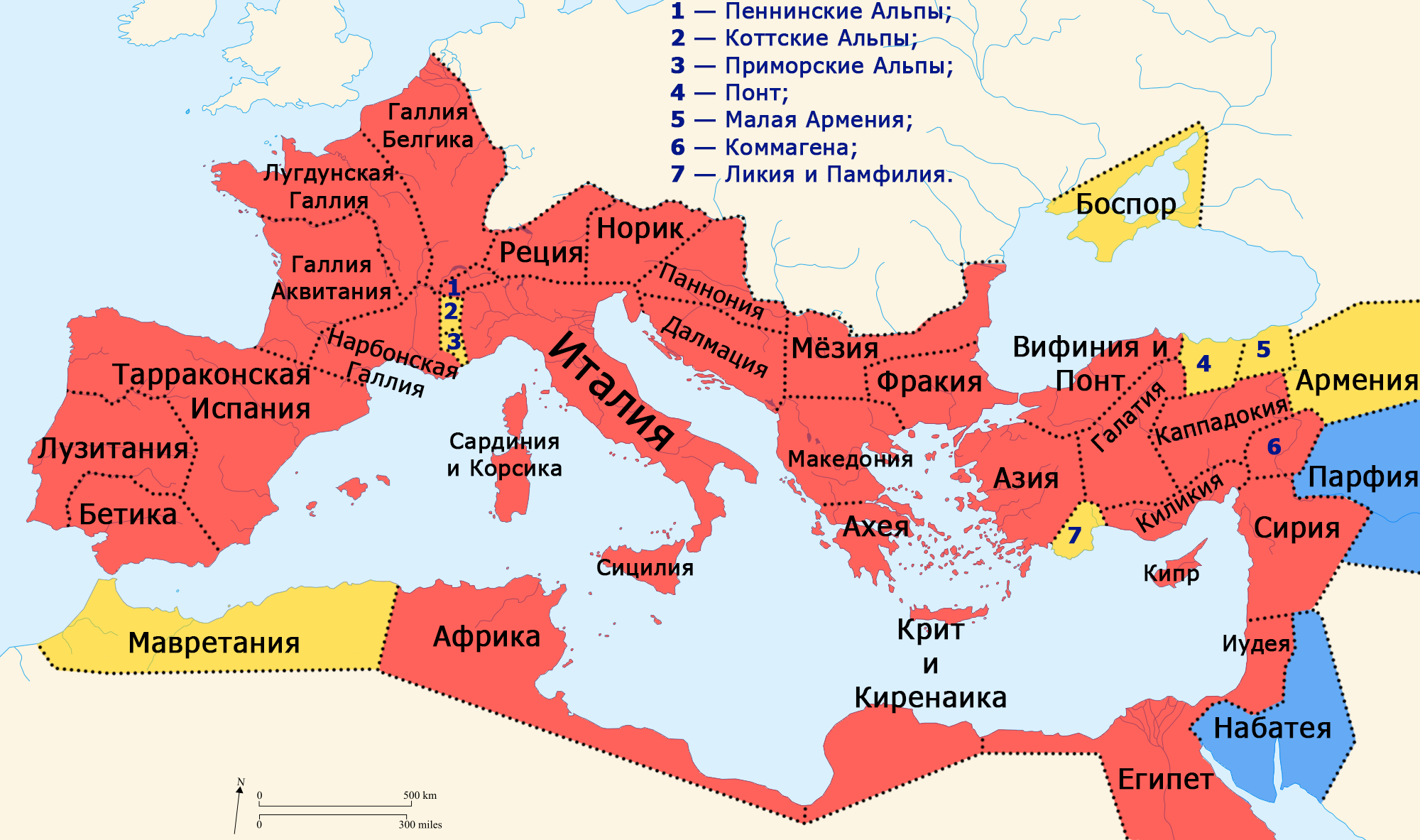
Римская империя к 37 году:
Италия и римские провинции
Вассальные Риму государства
Независимые государства

В марте 37 года 77-летний Тиберий заболел. Когда его врач Харикл сообщил Макрону о скорой смерти правителя, префект немедленно разослал своих людей ко всем командующим легионами и наместникам провинций в империи, чтобы после получения известий о смерти правителя они сразу же присягнули Калигуле. Сам Макрон заручался поддержкой наиболее влиятельных римлян для Калигулы. Светоний, Дион Кассий и Тацит обвиняют Калигулу и Макрона в убийстве тяжелобольного Тиберия. Однако сообщаемые ими версии очень расходятся (методами убийства называются и отравление, и удушение, и доведение до голодной смерти), а Сенека и Филон говорят о естественной смерти правителя, из-за чего Энтони Баррет сомневается в факте убийства. Существует предположение, что 17 марта Тиберий планировал провести обряд инициации для Гемелла и представить в качестве наследника; очень удачная для Калигулы смерть Тиберия накануне этого дня могла подогреть слухи о причастности Калигулы и Макрона.
Уже в день смерти Тиберия флот и сухопутные войска в гавани Мизена принесли присягу новому правителю. 18 марта сенаторы собрались на срочное заседание и тоже присягнули ему. По мере получения известий о смерти правителя и загодя посланных писем Макрона, Калигуле приносили присягу наместники и командующие войсками на границах империи. Провозглашение Калигулы императором в постановлении сената ещё не давало ему никаких специальных полномочий: в республиканскую эпоху этот титул обозначал победоносного полководца, но уже в правление Тиберия термин «император» стал превращаться в синоним монархического титула. Не дожидаясь прибытия Калигулы в столицу, сенат по инициативе Макрона объявил завещание Тиберия недействительным и передал Калигуле всё наследство умершего правителя. Голосование прошло гладко благодаря проведённой Макроном подготовке. При этом раздачу денег римлянам и солдатам по аннулированному завещанию Калигула пообещал исполнить. Правовые аспекты передачи наследства Калигуле из источников неясны. Отсутствие завещания обычно приводило к делению наследства между всеми детьми умершего, но сенат, вероятно, руководствовался иными соображениями, передавая всю собственность Тиберия одному наследнику — новому императору.
Калигула не спешил в Рим, а следовал, вероятно, заранее подготовленному сценарию — почти две недели он вёз тело Тиберия в столицу по Аппиевой дороге, в чём обнаруживают сходство с процессией, которая привезла в Рим тело Октавиана Августа. 28 марта он прибыл в Рим и встретился с сенатом, который официально наделил нового правителя ключевыми титулами и полномочиями — Августом (Augustus), властью трибуна (tribunicia potestas), расширенной проконсульской властью (imperium) и другими. Титул великого понтифика (Pontifex Maximus) Калигула, вероятно, принял не сразу, как и титул «отца отечества» (pater patriae). Вопреки обычаю, на заседании присутствовали и не-сенаторы, чтобы император получил власть с формального одобрения «трёх сословий» (сенаторов, всадников и народа). Калигула вёл себя очень вежливо и деликатно, стараясь демонстрировать своё почтение к сенату и сенаторам, благодаря чему сумел завоевать их доверие. Столичный плебс, жители Италии и провинций всячески выражали лояльность новому императору. Небольшая разница наблюдалась лишь в причинах надежды на успешное правление нового императора: жители Рима не любили Тиберия за жестокость и скупость на развлечения, а в провинциях надеялись, что при его преемнике продолжится процветание империи.
В начале своего правления Гай действовал как благочестивый и умеренный правитель. Неожиданно для публики он в непогоду отплыл на Понцианские острова, к местам изгнания своей матери Агриппины и брата Нерона Германика. Он перевёз их прах в Рим и похоронил их со всеми почестями в мавзолее Августа. Останки Друза Германика найти не удалось, и Калигула воздвиг кенотаф. К захоронению родственников был приурочен выпуск монеты с изображениями обоих братьев. Мирным способом Калигула взял под контроль притязания на власть Гемелла: император усыновил его, даровал громкий, но бессодержательный титул «принцепса молодёжи» (princeps iuventutis) и ввёл в жреческую коллегию арвальских братьев. В этом шаге видят не только желание успокоить сторонников Гемелла, но и одновременно дискредитировать его притязания подчёркиванием молодости, а также подчинить весьма строгой в Риме родительской власти. Кроме того, Калигула рассчитывал на долгое правление и потому мог рассматривать это усыновление как тактический шаг. Император даже просил сенат обожествить Тиберия, как ранее был признан богом Октавиан Август, но с отказом сенаторов смирился. 3 апреля он произнёс погребальную речь на похоронах Тиберия, в которой уделил больше внимания не умершему, а Августу и Германику.

### Внутренняя политика в начале правления

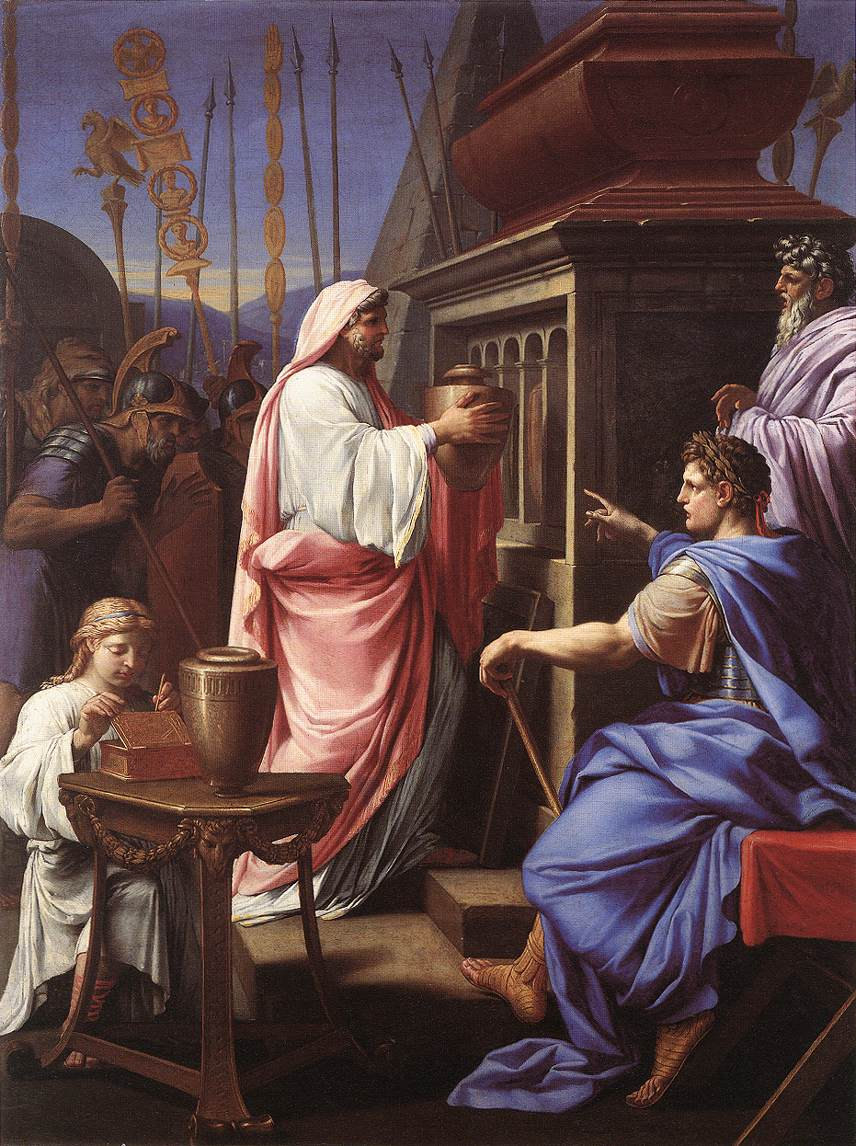
Эсташ Лёсюёр. «Калигула помещает прах матери и брата в гробницу предков». 1647 год.

В начале правления новый император относился к сенату очень умеренно, всячески подчёркивая своё уважение к сенаторам и стремление к сотрудничеству с ними. Отсутствие авторитета нового императора сказалось на мягкости начала правления: ему, новичку в государственной жизни, приходилось проводить либеральную политику, нацеленную на завоевание популярности в сенате и народе.
В отличие от предшественников, Калигула был консулом почти каждый год — в 37, 39, 40 и 41 годах. Хотя это было отступлением от установленных Октавианом Августом неписаных традиций двоевластия (сосуществования и соправления императора и сената), у Калигулы были основания так поступать. До занятия императорского трона он был частным человеком и занимал лишь мелкие государственные должности, поэтому его авторитет (лат. auctoritas) в политике был ничтожным. Регулярное отправление должности консула могло помочь ему повысить свой авторитет и заставить сенат забыть о его молодости и неопытности.
В начале правления Калигула отменил проведённый Октавианом Августом закон об оскорблении величия (лат. lex de maiestate; lex maiestatis), который Тиберий использовал для борьбы с реальными и мнимыми оппонентами. Новый император имел личные основания для отмены этого крайне непопулярного закона, поскольку его избирательное применение Тиберием привело к ссылке и, в дальнейшем, гибели матери и братьев Калигулы. Была объявлена полная амнистия и реабилитация по всем делам об оскорблении величия, и всем, кто был осуждён и сослан из Рима, он разрешил вернуться в столицу. Калигула не стал преследовать доносчиков и свидетелей обвинения по этим делам, для чего публично сжёг на Форуме все документы, относящиеся к этим процессам (они хранились у Тиберия), а также поклялся, что не читал их. Впрочем, Дион Кассий писал, что Калигула сохранил оригиналы и сжёг копии, и современные исследователи разделяют скепсис античного историка.
Калигула сделал несколько распоряжений, касавшихся сената. Император закрепил традиционный порядок высказываний при голосовании в сенате, изменённый Тиберием. Причины этой реформы неясны. Не пользуется поддержкой точка зрения Диона Кассия, который считал, что Калигула хотел отобрать у своего тестя Марка Юния Силана право первого голоса. После этой реформы сам Калигула стал говорить в обсуждениях последним, и сенаторы больше не могли угодничать, ограничиваясь простой поддержкой мнения императора. Среди последних высказывавшихся оказался и Клавдий, и Светоний видел в этом положении следствие личной неприязни императора. Калигула также заставил сенаторов давать ежегодную клятву. Цель этой меры неясна, и предполагается, что таким образом Калигула напоминал сенаторам о своём главенстве. Частной мерой, призванной продемонстрировать всем заботу нового императора о сенаторах, стало разрешение им брать с собой на цирковые зрелища подушечки, чтобы не сидеть на голых скамьях.
Либерализация внутренней политики в начале правления Калигулы затронула и другие сферы общественной жизни — как правило, он отменял репрессивные меры, принятые Тиберием. Сочинения Тита Лабиена, Кремуция Корда и Кассия Севера, запрещённые Тиберием, были не только разрешены, но и получили поддержку императора в копировании и распространении немногочисленных сохранившихся экземпляров. Калигула разрешил деятельность гильдий (неполитических объединений римских граждан), которая была запрещена его предшественником. Впоследствии гильдии были вновь закрыты Клавдием. Наконец, новый император вернул ещё одну деталь общественной жизни, отменённую Тиберием, вновь начав публиковать отчёты о состоянии империи и о ходе государственных дел. В этом случае Клавдий тоже вернулся к практике, принятой при Тиберии.
В начале правления Калигула переименовал месяц сентябрь юлианского календаря в «германик» в честь отца. Из-за отсутствия подтверждений переименования месяца допускается, что оно было нереализованным предложением, которое Светоний счёл свершившимся. Кроме того, в египетском календаре месяц фаофи (приблизительно соответствует октябрю) был переименован в сотер (др.-греч. σωτήρ [sōtēr] — спаситель, хранитель) в честь Калигулы. Оба нововведения не прижились.

### Кризис 37 года и последующая внутренняя политика
В конце сентября — октябре 37 года Калигула неожиданно заболел, но о характере его острого недуга источники ничего не сообщают. В Риме и провинциях люди надеялись на скорое выздоровление императора и приносили жертвы за его здоровье. Светоний упоминает, что многие люди клялись отдать жизнь или сражаться на арене ради его выздоровления. В этих клятвах обнаруживают параллели с аналогичными заявлениями римлян в правление Октавиана Августа, частые недомогания которого (допускается, что слухи о болезнях распространял сам Август) провоцировали эмоциональную реакцию жителей империи. Вскоре Калигула поправился, но, в отличие от Октавиана, настоял на исполнении обетов по меньшей мере для некоторых поклявшихся.
Античные авторы единодушно связывают болезнь с изменением поведения и, как следствие, политики Калигулы после 37 года; эту точку зрения разделяют и некоторые современные исследователи. Вскоре после выздоровления Калигула обвинил Гемелла в употреблении противоядия — якобы тот опасался, что Калигула его отравит. Его обвинили в том, что во время болезни Калигулы он молился за скорейшую смерть правителя, и заставили заколоться. При этом Светоний замечает, что Гемелла беспокоил сильный кашель (возможно, он страдал от туберкулёза), и потому он пил лекарство. Джон Болсдон допускает, что Гемелл как первый преемник действительно мог быть вовлечён в некий заговор против императора, Энтони Баррет не исключает такой возможности, но Артер Феррилл подчёркивает, что подтверждения реальности заговора в источниках отсутствуют. Вскоре по неясным причинам был вынужден совершить самоубийство Силан (он перерезал горло бритвой). Основанием для обвинения могло стать нежелание Силана сопровождать императора в плавании к Понцианским островам в штормовую погоду (Светоний объясняет это сильной морской болезнью Силана) — якобы он надеялся стать императором в случае гибели Калигулы в неспокойном море.
10 июня 38 года умерла Друзилла, любимая сестра Калигулы. Император бурно переживал её смерть, установил государственный траур. Сенат установил ей посмертные почести, во многом аналогичные тем, что получила Ливия, жена Октавиана Августа. Главным отличием стало её официальное обожествление (23 сентября того же года), и она стала первой женщиной, причисленной к богам римского пантеона. Друзилле не посвятили свой храм, но это было связано лишь с тем, что её почитали в рамках культа Венеры — богини-покровительницы рода Юлиев. В храме Венеры ей была установлена статуя, аналогичная по размерам изображению самой богини.
В 38 году Калигула вернул народу право выборов некоторых магистратов, которое Тиберий передал сенату (за народным собранием сохранились сугубо церемониальная функция формального утверждения сделанных назначений). Предполагается, что соревнование между претендентами на высокие должности могло задумываться императором как стимул для проведения кандидатами различных зрелищных мероприятий. Состязание между ними могло переложить часть расходов на организацию игр и представлений с казны на частных лиц. Впрочем, практическое значение этой меры было невелико, поскольку император сохранял за собой право выдвигать кандидатуры и поручаться за претендентов на должности. В результате практика распределения мест, при которой все кандидаты в магистраты в нужном количестве утверждались заранее, продолжила действовать. Возврат к традиционному порядку выборов не пользовался поддержкой сенаторов, которые привыкли управлять утверждением магистратов и потому саботировали реформу. Народное голосование не прижилось в новых условиях, и уже в 40 году Калигула вернулся к системе утверждения магистратов в сенате. Помимо отсутствия реальной конкуренции, Дион Кассий видел причиной провала этой реформы изменившуюся психологию римлян, которые отвыкли от настоящих выборов или никогда не участвовали в них, и потому не воспринимали их всерьёз:
Но поскольку последние [граждане] стали довольно равнодушны к выполнению своих обязанностей, так как долгое время не участвовали в общественных делах, как подобает свободным людям, и поскольку государственных должностей домогалось, как правило, не больше соискателей, чем нужно было избрать (а если их оказывалось в каком-то случае больше этого числа, то они улаживали дело между собой), постольку сохранялась лишь видимость народовластия, на деле же его не было вовсе
В окончательной отмене выборов магистратов видят политическую гибкость императора, который не побоялся отменить свою провалившуюся реформу.
Непредсказуемые действия императора и боязнь приближённых разгневать его привели к конституционному кризису: на 12 дней сенат оказался полностью парализован. Осенью 39 года император, чьё назначение консулом на следующий год было уже согласовано, отбыл в Германию (см. раздел «Путешествие в Галлию и Германию (39—40 годы)»). Однако 31 декабря его коллега по консулату неожиданно умер, и в новом году в Риме не оказалось ни одного носителя высшей магистратской власти, поскольку Калигула зимовал в Лугдунуме (современный Лион). В результате 1 января спонтанно собравшиеся сенаторы клялись в верности пустому трону, а следующие дни молились за здравие императора, поскольку традиционно заседания сената созывал консул. Взять на себя функции отсутствующего консула могли преторы, но они не захотели проявлять инициативу. Даниэль Нони характеризует сложившуюся ситуацию как «паралич государственных институтов». Лишь 12 января в Рим прибыли официальные известия о сложении императором консульских полномочий, и в должность вступили консулы-суффекты. Хотя уже в античную эпоху бытовало мнение о том, что консульство без коллеги было подстроено самим Калигулой, не питавшие к нему симпатий Светоний и Дион Кассий согласны в том, что этот кризис возник случайно из-за неожиданной смерти второго консула.
«А одного из коней, которого он называл Инцитатом, Гай приглашал на обед, во время которого подбрасывал ему ячменные зёрна и пил за его здоровье из золотых кубков. Он также клялся жизнью и судьбой этого коня, а кроме того, даже обещал назначить его консулом. И он наверняка сделал бы это, если бы прожил подольше».
«Помимо этого, Гай сам состоял в коллегии жрецов собственного культа, назначив одним из своих сотоварищей своего коня»
Одним из наиболее известных сюжетов, связанных с деятельностью Калигулы, считаются рассказы Светония и Диона Кассия о желании Калигулы сделать консулом своего любимого коня Инцитата, которые обычно понимаются буквально. В 1934 году Джон Болсдон усомнился в правдивости всего рассказа. В 1989 году Энтони Баррет предположил, что популярные в Риме истории об Инцитате происходили от многочисленных острот самого Калигулы, но не стал развивать эту мысль. Такую точку зрения разделяет, например, Алоис Винтерлинг, который считает, что подчёркнуто роскошный образ жизни Инцитата и желание сделать его консулом были призваны высмеять стяжательство сенаторов; кроме того, Калигула своими словами демонстрировал возможность произвести в консулы кого угодно. В 2014 году Дэвид Вудс в специальной статье проанализировал этот сюжет и пришёл к выводу, что он был вырван из контекста и происходил из императорской шутки, построенной на типичной для римской культуры игре слов. Эта шутка могла относиться к двум людям из-за ассоциаций словосочетания «конь Инцитат» (equus Incitatus, буквально «быстрый конь») с их именами. Адресатом колкости мог стать будущий император Клавдий, чьё имя образовано от прилагательного claudus (хромой, увечный) или консул-суффект 38 года Азиний Целер, чьё имя происходит от слова asinus (осёл), а вместе с когноменом Celer (быстрый) созвучно словосочетанию «быстрый осёл».
Предположительно в 39 году Калигула приказал построить плавучий мост через Неаполитанский залив и проскакал по нему на колеснице, одетый в нагрудник Александра Македонского и пурпурный плащ, сравнивая себя с Ксерксом и Дарием III. Целью постройки моста могло быть как желание впечатлить и запугать представителей Парфии и германских племён, так и попытка опровергнуть слова личного астролога Тиберия, сказавшего, будто «Гай скорей на конях проскачет через Байский залив, чем будет императором».

### Путешествие в Галлию и Германию (39—40 годы)
В первых числах сентября 39 года Калигула неожиданно заменил консулов и отправился к Рейну. Светоний описал германский поход как результат стихийного порыва. Джон Болсдон предположил, что Калигула давно разрабатывал планы окончательного завоевания Германии и вторжения в Британию, а внезапный отъезд связал с сообщениями о подготовке заговора на рейнской границе, одним из руководителей которого был популярный в армии командующий Верхнегерманским военным округом Гней Корнелий Лентул Гетулик. Желая застигнуть заговорщиков врасплох, Калигула неожиданно для всех отправился на север и, преодолев почти тысячу римских миль (почти 1500 км) примерно за 40 дней, сразу же по прибытии расправился с Гетуликом, Лепидом и сёстрами. Желая скрыть приготовления, Калигула сделал вид, будто недоволен скромным празднованием своего дня рождения и чрезмерной пышностью годовщины Акция, и потому сместил двух консулов, назначив на их место верных сторонников. Зная об участии сестёр в заговоре, он приказал им отправиться с ним. Известиями о заговоре объясняют и путешествие императора в сопровождении преторианской гвардии.

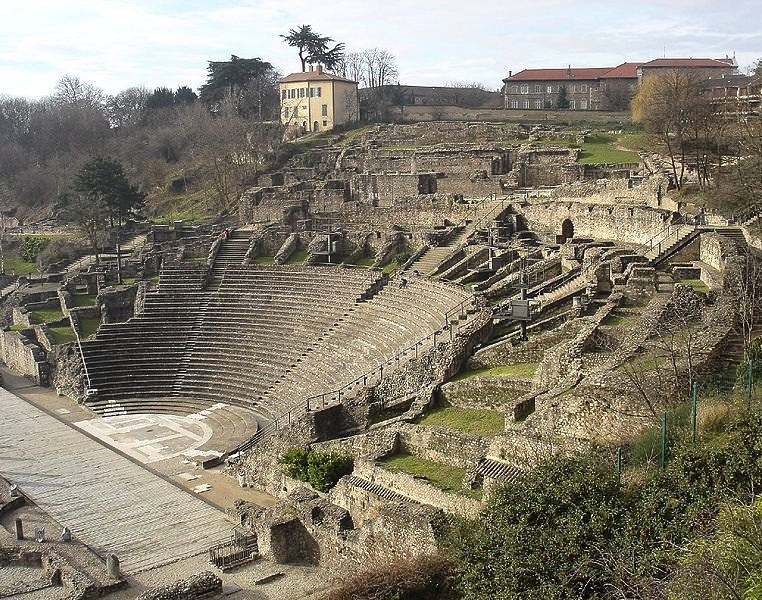
Развалины римского театра Лугдунума.

Назначив верных себе людей командовать войсками в Верхней и Нижней Германии и укрепив дисциплину в армии, долгое время не участвовавшей в крупных войнах (см. раздел «Германия»), Калигула в конце осени — начале декабря 39 года направился в Лугдунум (современный Лион) — центр провинции Лугдунская Галлия и важнейший город в Галлии. Здесь он провёл несколько месяцев, в течение которых в городе по столичному образцу устраивались масштабные гладиаторские бои, травли зверей, гонки на колесницах, театральные представления. Под патронатом императора в городе были проведены состязания риторов. Их особенность заключалась в том, что проигравшие, по словам Светония, «должны были платить победителям награды и сочинять в их честь славословия; а тем, кто меньше всего угодили, было велено стирать свои писания губкой или языком, если они не хотели быть битыми розгами или выкупанными в ближайшей реке». Память об этих состязаниях, полагает Михаил Гаспаров, ещё долго сохранялась в Риме и может быть обнаружена у Ювенала («…и бледнеет, <…> будто оратор, что принуждён говорить перед жертвенником лугудунским»). Странные наказания для побеждённых иногда трактуются не как очередные проявления безумия правителя, а как исконная галльская традиция или как шутка императора. В Лугдунуме император организовал масштабные аукционы по распродаже имущества своих уличённых в заговоре сестёр, выручив огромные суммы.
В Могонтиаке (современный Майнц), а затем и в Лугдунуме император, окружённый административным штатом и прислугой, принимал посольства и делегации со всей Римской империи, включая два специальных посольства от сената, прибывших после получения известий о раскрытии заговора. Велась оживлённая переписка между ним и столичными учреждениями, и тем самым Калигула продолжал исполнять обязанности императора. Даниэль Нони предполагает, что именно в Лугдунуме жена императора Цезония родила единственного ребёнка Калигулы — Юлию Друзиллу. Алоис Винтерлинг, впрочем, считает, что Цезония оставалась в Риме как доверенное лицо императора.
Зимовка в Лугдунуме, несмотря на некоторые противоречивые действия императора, оценивается положительно. Посещение императором Галлии, проведение аукционов, игр и состязаний, поддержка галлов в стремлении попасть в сословие всадников укрепило лояльность этой недавно восстававшей провинции. Известно также, что он обещал права римского гражданства жителям некоторых городов. Начатую Калигулой политику покровительства галлам продолжил Клавдий.
После зимовки в Лугдунуме император отправился на север, к Па-де-Кале, где римляне готовились к высадке в Британию, но по неясным причинам отказался от него (см. раздел «Подготовка вторжения в Британию»). После этого император вернулся в Рим. По разным версиям, это произошло в мае, июне или августе 40 года. Неспешное возвращение в Рим может объяснятся не только боязнью заговоров, но также желанием переждать летние месяцы: считалось, что климат в Риме в эти месяцы нездоровый.

### Деятельность после возвращения из Галлии (40 год)

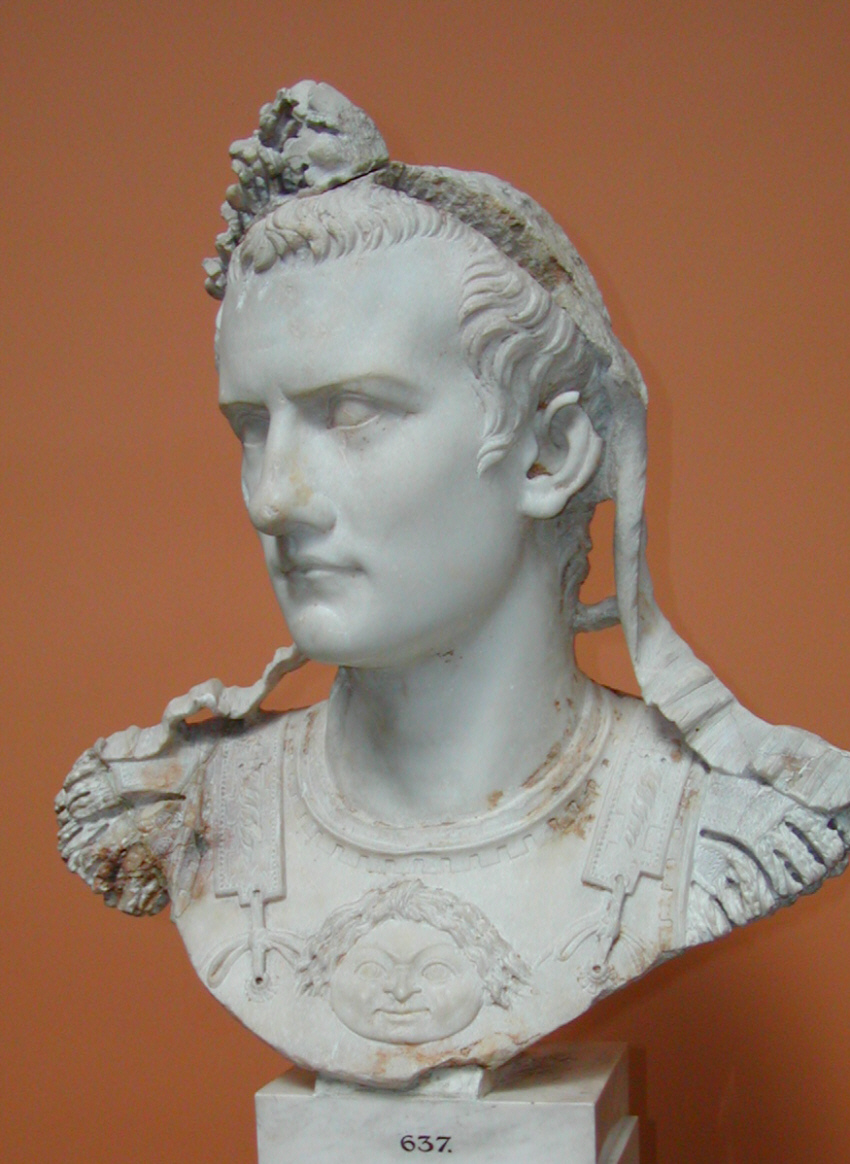
Калигула. Новая глиптотека Карлсберга, Копенгаген.

После раскрытия заговора Лепида и Гетулика император завершил смену окружения, в котором теперь не осталось ни одного представителя римской знати. Главными советниками Калигулы в этот период стали греки-вольноотпущенники Каллист и Протоген, раб-египтянин Геликон, четвёртая жена Цезония и два префекта претория (имя одного из них — Марк Аррецин Клемент, имя второго неизвестно). Взлёт Каллиста, вероятно, был вызван содействием в раскрытии заговора Лепида. Он использовал полученное влияние, чтобы сделать своего друга Домиция Афра консулом, а вскоре прибавил к политическому влиянию и богатство. Неизвестны обстоятельства возвышения Протогена, которому Дион Кассий дал такую характеристику: «помощник Гая [Калигулы] во всех самых мрачных делах». Он составлял для императора две книги — «Меч» и «Кинжал». Предполагается, что в этих книгах собирались сведения о поведении всех сенаторов с рекомендованными наказаниями для каждого. Геликон был личным слугой императора. Он сопровождал императора повсюду и, возможно, выполнял также функции личного телохранителя. Пользуясь доверием императора, он давал ему советы, контролировал доступ к нему просителей и использовал положение для получения взяток. Большим влиянием на императора пользовалась и Цезония.
Осенью 40 года был раскрыт новый заговор, возглавляемый четырьмя сенаторами — Бетилиеном Бассом, Секстом Папинием, отцом и сыном Анициями Цериалисами. Дион Кассий и Сенека сообщают о пытках заговорщиков и их родственников и о последовавших казнях. По словам Диона Кассия, Калигула заставил Капитона, отца заговорщика Бетилиена Басса, наблюдать за его казнью. Когда Капитон попросил разрешения закрыть глаза, император приказал казнить и его. Однако Капитон успел внести разлад в окружение Калигулы, перед самой казнью назвав в числе заговорщиков не только реальных участников, но также Каллиста, Цезонию и двух префектов претория. Под влиянием его слов Калигула, по свидетельству Диона Кассия, в дальнейшем перестал доверять префектам и Каллисту, что повлияло на складывание нового заговора в ближайшем окружении императора; лишь в участие Цезонии он не поверил. Античные авторы рассказывают, что Калигула пригласил их в пустую комнату и предложил убить себя, пока они наедине, а он безоружен; реальность этого эпизода подвергается сомнению.
Античные авторы утверждали, что Калигула лично наблюдал за пытками, которые часто проводились в его покоях во время пиров. При этом за пытками не всегда следовали казни: например, когда известная своей красотой актриса Квинтилия не дала показаний против своего любовника и патрона (различные авторы называют его Помпедием, Помпонием и Помпеем), Калигула оправдал его, а ей выплатил щедрую компенсацию.
К этому же времени относится расправа над сенатором Скрибонием Проклом, которого Калигула захотел казнить неожиданно и прилюдно (вероятно, из-за его участия в заговоре). Дион Кассий рассказывает, что Протоген, войдя в сенат, упрекнул Скрибония в злых умыслах против императора, и другие сенаторы растерзали его. Светоний же утверждает, что Скрибония должны были заколоть грифелями подкупленные императором люди у входа в сенат. По мнению Энтони Баррета, упрёк Протогена Скрибонию был условным сигналом к планировавшейся расправе. Даниэль Нони считает, что на самом деле несколько сенаторов надругались над трупом уже казнённого Скрибония, который император выставил напоказ. Джон Болсдон вовсе не видит ответственности Калигулы за этот эпизод.
Вскоре император заявил о желании восстановить отношения с сенаторами, что последние восприняли с большим энтузиазмом: учредили новые празднества в его честь, отвели ему место в курии на возвышении и позволили находиться там под охраной вооружённых телохранителей. Помимо самого Калигулы, стали охраняться и его статуи. Идея защищать императора в сенате не была нова: прецедент установил Тиберий, а до этого Октавиан Август появлялся перед сенаторами в боевом нагруднике. Возможно, именно в этот период обеспокоенный заговорами Калигула увеличил штаты преторианской гвардии с 9 до 12 когорт. Помимо преторианцев, его охранял ещё и личный отряд телохранителей-германцев.

### Экономическая политика
С лёгкой руки античных авторов утвердилось мнение о необычайной расточительности Калигулы, которая якобы привела к катастрофическому ухудшению финансового положения империи. Впрочем, в XX веке многие исследователи пересмотрели эту точку зрения. Прежде всего, источники ничего не пишут об острой нехватке денег в начале правления следующего императора Клавдия. Более того, последний устроил очень щедрые выплаты преторианцам, многократно превышающие аналогичные подачки Калигулы. Ещё в январе 41 года велась чеканка монет из драгоценных металлов, что было бы невозможно при пустой, как утверждает Светоний, казне. Серьёзно преувеличен и масштаб раздач: среди прочих императоров Калигула не выделялся щедростью ни по отношению к столичным жителям, ни к войскам. Наконец, Калигула добровольно возобновил публикацию отчётов о состоянии империи, по которым современники могли бы наглядно проследить ухудшение финансового положения империи, если бы этот процесс действительно происходил.
Традиционно расточительного Калигулу противопоставляют скупому Тиберию, но именно на нового императора легла обязанность исполнять ряд невыплаченных долговых обязательств и продолжать законсервированные стройки своего экономного предшественника. Только выплаты по завещанию Тиберия составили, по современным подсчётам, 150 миллионов сестерциев, ещё по меньшей мере 50 миллионов он выплатил по завещанию Ливии, затратные положения которого Тиберий отказался реализовать. Калигула отменил введённый Октавианом Августом налог с продаж (centesima rerum venalium), ставку которого Тиберий сначала снизил с 1 % до 0,5 %, но затем возвратил к изначальной. Возможно, полной отмене налога предшествовало его снижение до 0,5 %. По-видимому, отмену налога приветствовали многие богатые жители Италии. Эта мера широко рекламировалась на новых монетах. 
Вместе с тем, Калигула много тратил. Так, много денег уходило на активное строительство в Риме, Италии и провинциях (см. раздел «Строительство»). Уже в 37 году император потратил 65 миллионов сестерциев на раздачи примерно 200 тысячам жителей столицы, которые уже числились получателями бесплатного хлеба. Некоторые затратные мероприятия Калигулы привели к оживлению экономики. Так, масштабные строительные работы накачивали экономику деньгами и создавали новые рабочие места. Трималхион, персонаж «Сатирикона» Петрония, якобы разбогател в правление Калигулы, когда «вино ценилось наравне с золотом», что, по-видимому, имеет реальный прообраз в росте спроса на предметы роскоши. Содействовали оживлению экономики и масштабные раздачи денег в начале правления нового императора.
Некоторая неясность сопровождает введение Калигулой новых налогов в 40 году, поскольку это противоречит чуть более ранней отмене налога с продаж. Так описывает их введение Светоний:
Налоги он собирал новые и небывалые — сначала через откупщиков, а затем, так как это было выгоднее, через преторианских центурионов и трибунов. Ни одна вещь, ни один человек не оставались без налога. За всё съестное, что продавалось в городе, взималась твёрдая пошлина; со всякого судебного дела заранее взыскивалась сороковая часть спорной суммы, а кто отступался или договаривался без суда, тех наказывали; носильщики платили восьмую часть дневного заработка; проститутки — цену одного сношения; и к этой статье закона было прибавлено, что такому налогу подлежат и все, кто ранее занимался блудом или сводничеством, даже если они с тех пор вступили в законный брак. Налоги такого рода объявлены были устно, но не вывешены письменно, и по незнанию точных слов закона часто допускались нарушения; наконец, по требованию народа, Гай вывесил закон, но написал его так мелко и повесил в таком тесном месте, чтобы никто не мог списать
Римляне с негодованием восприняли эти нововведения, поскольку полноправные граждане платили мало налогов. Действия императора представляются нелогичными, и их пытаются объяснить двояко — через запоздалое осознание императором своего расточительства или путём критики источников: якобы Светоний серьёзно преувеличил масштаб охвата новых налогов. Не способствует уточнению содержания и размера новых мер отмена большинства из них Клавдием: он сохранил лишь налог на проституток. Современные исследователи замечают, что упомянутые Светонием меры по расширению сферы налогообложения были новыми для Рима, но давно устоялись в Египте.
Важным источником дополнительного дохода Калигулы Светоний считает завещания. По его словам, император принуждал подданных завещать себе хотя бы часть имущества. Если же оказывалось, что кто-то не включил его в число получателей имущества, то Калигула нанимал людей, которые заявляли в суде, будто умерший надеялся сделать императора сонаследником, а сам председательствовал на этом заседании. Калигула приказал признавать недействительными все завещания центурионов (многие из них владели немалыми награбленными суммами), в которых хотя бы часть наследства не передавалась Калигуле или Тиберию, если завещание составлялось раньше. Допускается, что для пополнения казны Калигула казнил Птолемея, правителя Мавретании, что привело к присоединению его марионеточного государства к Римской империи. Чрезвычайно прибыльными оказались устроенные им в Лугдунуме (современный Лион) аукционы по распродаже имущества своих сестёр, уличённых в заговоре, а затем и вывезенной из Рима утвари из дворцовых комнат Октавиана и Тиберия. Дион Кассий сообщает, что император лично комментировал происхождение многих вещей; известны и другие способы, которыми Калигула набивал цену. Светоний обвиняет императора в реквизиции всех вьючных животных, из-за чего в Риме возник дефицит хлеба, а простые граждане не могли вовремя добраться по своим делам, что в настоящее время считается преувеличением. Несмотря на неодобрение распродаж античными авторами, современные исследователи подчёркивают, что подобные аукционы не были редким явлением и вовсе необязательно свидетельствовали о банкротстве правителя. К тому же, схожая распродажа, инициированная Марком Аврелием, которому потребовалось срочно сформировать два новых легиона, напротив, оценивается положительно.

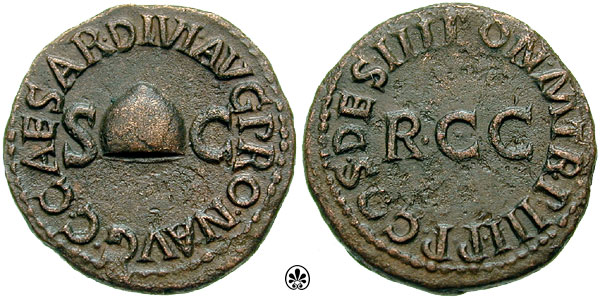
Бронзовый квадранс, самая мелкая монета в римском обиходе (1/1600 ауреуса), выпущена в память об отмене налога с продаж, 38 год
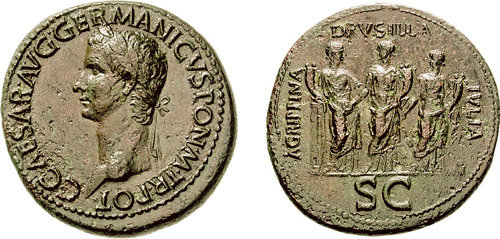
Орихалковый (латунный) сестерций с портретом Калигулы и изображениями трёх его сестёр, 37-38 годы
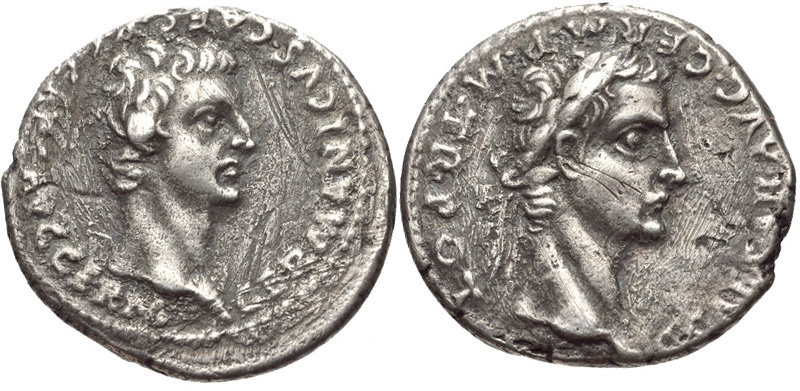
Серебряный денарий с портретами Германика и Калигулы в лавровом венке, 37-38 годы
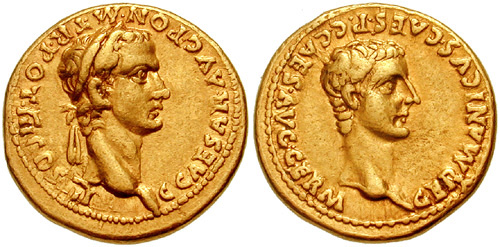
Золотой ауреус с портретами Калигулы в лавровом венке и Германика, 40 год

Монетное дело при Калигуле претерпело несколько изменений. Вероятно, именно по его инициативе были закрыты мелкие монетные дворы в Испании. Главный монетный двор был перемещён из Лугдунума (современный Лион) в Рим, что увеличило влияние императора на чеканку. О ценности этого решения свидетельствует его сохранение преемниками. По-видимому, наиболее активно монеты чеканились в самом начале правления Калигулы для обеспечения массовых раздач. Кроме того, по неким неясным причинам в 38 году не чеканились ни золотые, ни медные монеты, а в дальнейшем выпускалось сравнительно немного золотых и серебряных монет. В целом, политика императора учитывала кризис 33 года, когда в Риме начался дефицит наличных денег, и принимаемые меры не допустили повторения этих событий. Калигула попытался скорректировать сложную многометаллическую систему денежных единиц, утяжелив дупондий (монету в 2 асса), чтобы он сильнее отличался от асса, однако Клавдий отказался от этого эксперимента. Нововведениями был отмечен и внешний вид римских монет — в частности, впервые была отчеканена монета со сценой обращения императора к войскам. Поэт конца I века Стаций однажды использовал выражение «примерно за асс Гая [Калигулы]» (plus minus asse Gaiano) в значении «очень дёшево», «за ломаный грош», но связь этой фразы с монетной политикой Калигулы остаётся неясной.
После убийства Калигулы новый император Клавдий приказал переплавить бронзовые монеты, отчеканенные предшественником. Из свидетельства Стация можно предположить, что по крайней мере часть выпуска монет времён Калигулы оставалась в обращении. Тем не менее, монеты, отчеканенные при Калигуле, весьма редки в большинстве сохранившихся кладов. На мелких монетах Калигулы нередко ставили клеймо с инициалами Клавдия (TICA — Tiberius Claudius Augustus), которым забивались инициалы Калигулы, на других поверх профиля Калигулы выбивался портрет Клавдия, на третьих сбивались инициалы Калигулы, а на четвёртых портрет этого императора намеренно портился.

### Строительство

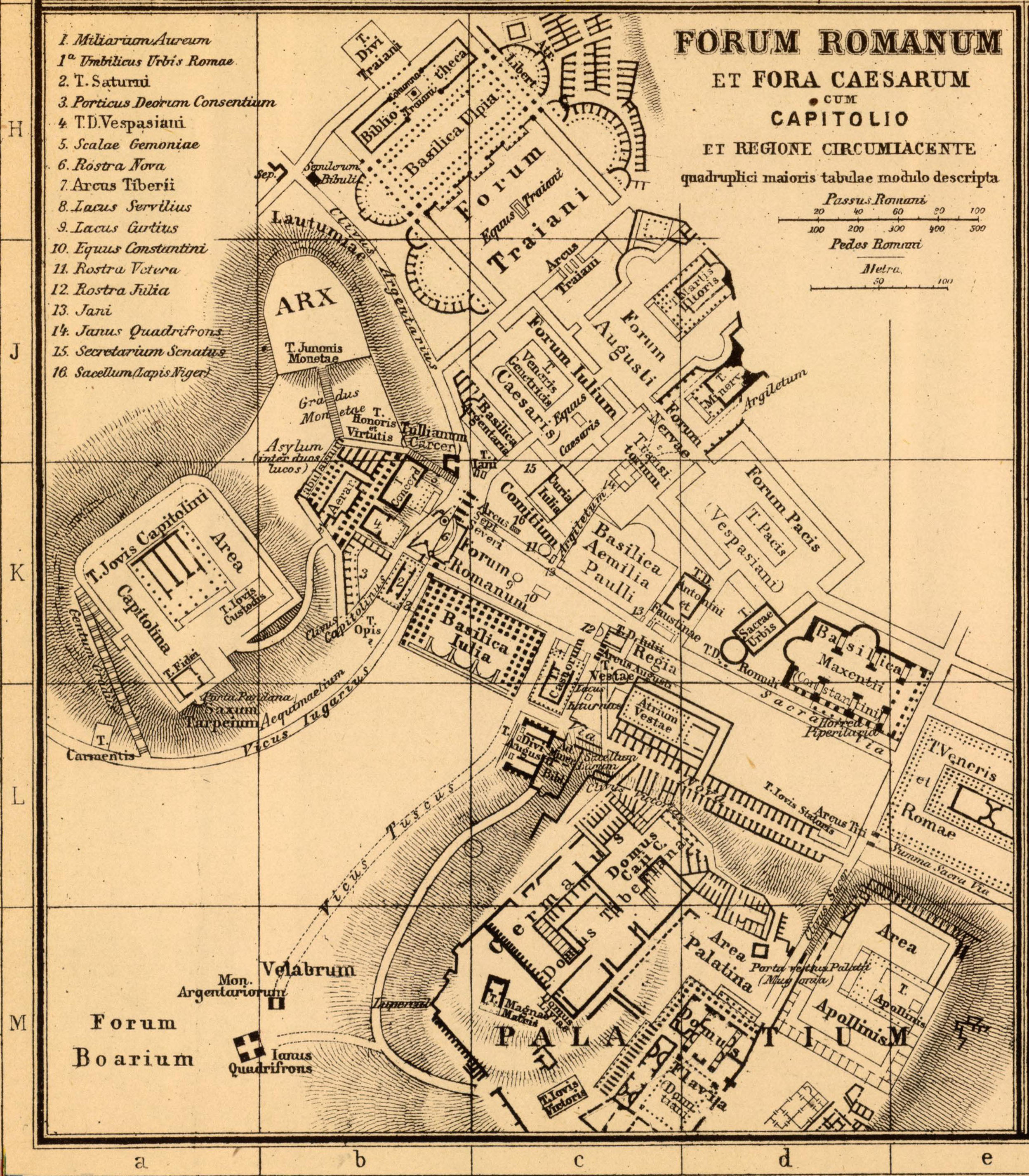
План римского форума и окрестностей к началу II века

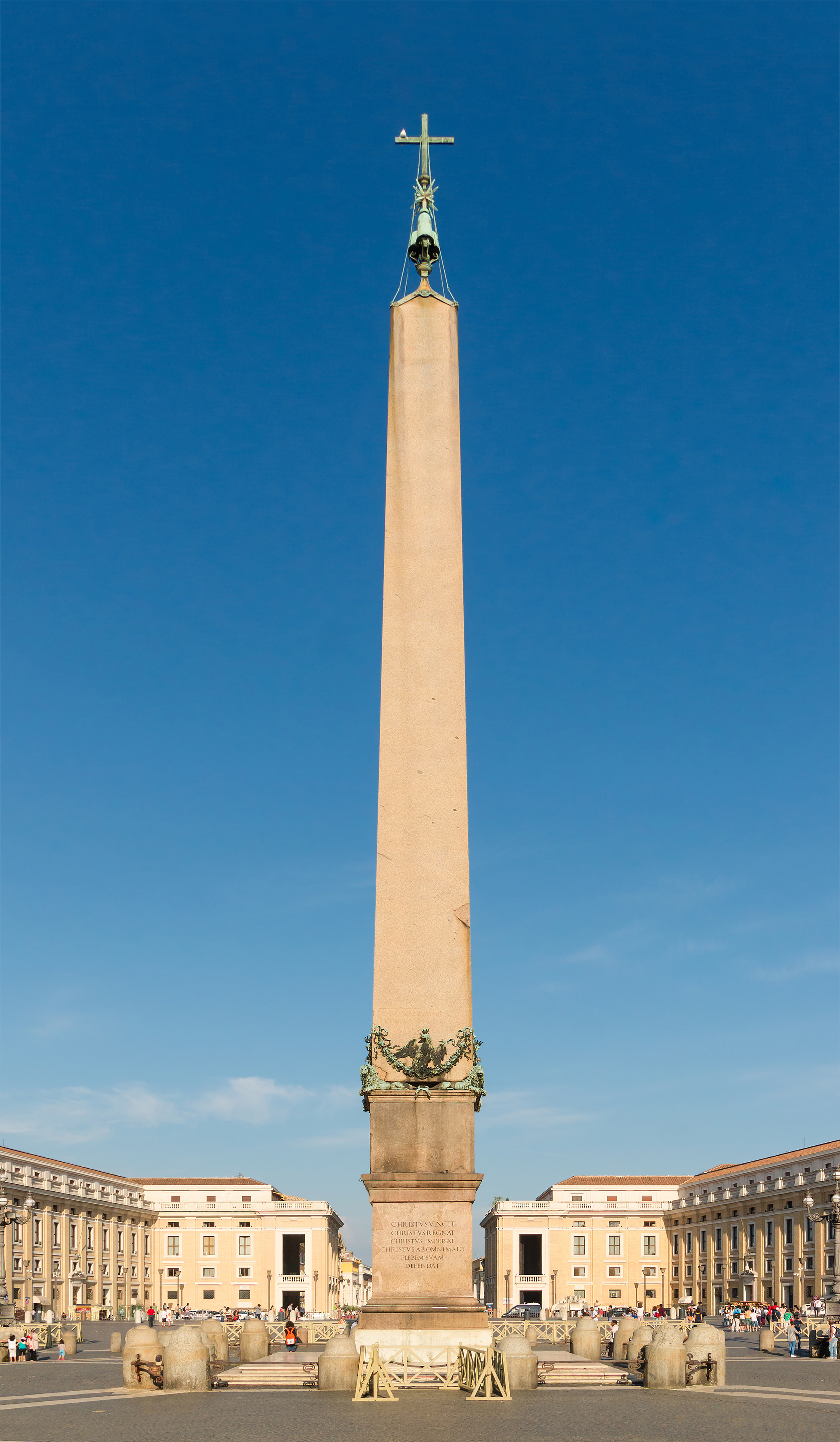
Обелиск на площади Святого Петра в Ватикане, привезённый из Египта по приказу Калигулы.

Несмотря на краткость правления, Калигула запомнился современникам как активный строитель, что резко контрастировало с пассивностью в этом вопросе Тиберия. Гораздо больше строительная политика нового императора была похожа на деятельность Октавиана Августа. При этом интерес Калигулы не ограничивался строительством дворцов, а распространялся и на практикоориентированные сооружения.
С наибольшим размахом Калигула вёл работы в Риме. Для улучшения снабжения столицы водой в 38 году император начал строить акведуки Aqua Claudia и Anio Novus (их открыли в 52 году). Калигула пытался решить проблему перебоев обеспечения Рима хлебом путём расширения гавани в Регии. В его правление была проведена реконструкция Мамертинской тюрьмы. Продолжалось восстановление сгоревшего при пожаре театра Помпея. Впрочем, древние историки приписывали завершение реконструкции разным императорам — Тиберию (этой версии придерживался Тацит), Калигуле (Светоний) и Клавдию (Дион Кассий). Джон Болсдон и Артер Феррилл склоняются к тому, что восстановление театра было в основном завершено при Тиберии, но освящение здания произошло уже при Калигуле, и новый император в посвятительной надписи не упомянул своего предшественника. Напротив, Энтони Баррет считает, что основную заслугу Калигулы по восстановлению театра не захотел упоминать Клавдий. Будучи большим любителем гладиаторских боёв, травли зверей и гонок на колесницах, Калигула заложил новый амфитеатр недалеко от Пантеона и новый цирк (ипподром) на Ватиканском поле. В новом амфитеатре успели лишь поставить деревянные трибуны, а Клавдий отменил строительство. Цирк на Ватиканском поле, вероятно, изначально использовался лишь для тренировок императора, а открылся для публики только при Клавдии. Калигула вывез для украшения нового цирка обелиск из Египта, для перевозки которого был построен специальный корабль. В 1586 году этот обелиск был установлен в центре площади Святого Петра в Ватикане.
При Калигуле был закончен и официально открыт храм Августа, который строился Тиберием очень неспешно. Поскольку храм начал действовать уже в 37 году, допускается, что объём необходимых работ к моменту смерти Тиберия оставался минимальным. Предполагается, что именно Калигула построил храм Исиды на Марсовом поле, который уже действовал к 65 году, но почти наверняка был построен не Тиберием или Клавдием.
Калигула расширил дворец Тиберия, возведя пристройки со стороны Форума. По его приказу храм Кастора и Поллукса был разделён на две части, в результате чего между ними образовались своеобразные ворота во дворец. Светоний и Дион Кассий упоминают, что он нередко принимал посетителей между статуями двух богов. По утверждению Диона Кассия, он называл Кастора и Поллукса своими привратниками (др.-греч. πυλωροί [pulōrói]). Дворец Тиберия не сохранился, и потому реконструировать масштабы его расширения Калигулой сложно, но наверняка дворец стал очень большим.
Калигула следил за поддержанием в хорошем состоянии транспортной инфраструктуры — прежде всего, дорог. Император отстранял смотрителей за дорогами, если вверенные им участки находились в плохом состоянии. По свидетельству Диона Кассия, если смотрители разворовывали деньги, выделенные государством на ремонт дорог, или заключали контракты по мошенническим схемам, то их строго наказывали. По-видимому, строгость Калигулы в этом вопросе была настолько непопулярной, что Клавдий отменил его распоряжения относительно содержания дорог и даже вернул присуждённые штрафы. Слова Светония о том, что «в кремнёвых утёсах прорубались проходы, долины насыпями возвышались до гор, и горы, перекопанные, сравнивались с землёй», связывают со строительством новых и развитием существующих дорог через Альпы, чтобы улучшить сухопутный путь между Италией с одной стороны и Германией и Галлией — с другой; впрочем, Михаил Гаспаров считает этот пассаж риторическим образом, призванным изобразить бессмысленные проявления всевластия. Милевые камни подтверждают продолжение строительства дорог в Галлии, Иллирике и Испании в его правление. Возможно, в рамках подготовки ко вторжению в Британию Калигулой был заложен каменный маяк в Булони, который задумывался как достойный конкурент Фаросскому маяку в Александрии — одному из Семи чудес света. Хотя Калигула, по словам Светония, заявлял о мирном предназначении этого маяка, более вероятно, что начало его строительства было обусловлено именно военно-стратегическим соображением — он предназначался для обеспечения десантирования римской армии в Британию. Светоний также сообщает о намерении императора прорыть канал через Коринфский перешеек. Возможно, именно по инициативе Калигулы началось строительство постоянного моста через Рейн возле Майнца.
Помимо развития транспортной инфраструктуры, за пределами Рима Калигула восстановил храмы в Сиракузах и стены этого города, бани в Болонье, а также задумал восстановление дворца Поликрата на Самосе. Последний комплекс, возможно, задумывался как временная резиденция императора при путешествиях в восточные провинции.

### Внешняя и провинциальная политика

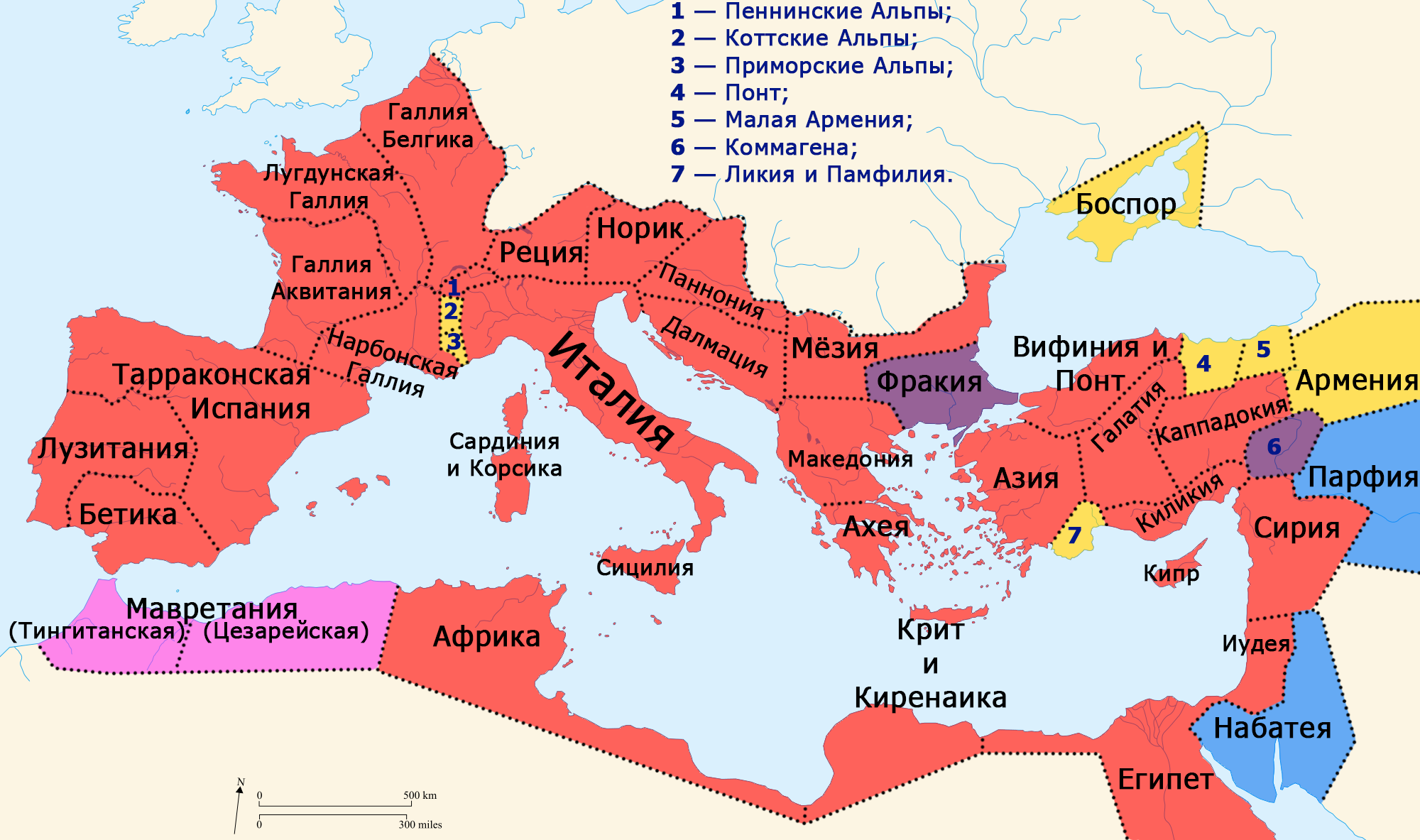
Изменения в территории Римской империи, произошедшие в правление Калигулы:
Италия и римские провинции
Независимые государства
Зависимые от Рима государства
Мавретания, аннексированная Калигулой
Бывшие римские провинции Фракия и Коммагена, которые Калигула сделал зависимыми государствами

Свидетельства источников о деятельности Калигулы по руководству провинциями и зависимыми государствами представлены негативными отзывами Иосифа Флавия, Сенеки и Филона о плохом состоянии провинций после смерти императора. При этом данные Сенеки, полагает Джон Болсдон, крайне предвзяты из-за стремления автора угодить новому императору Клавдию, а информация Иосифа Флавия и Филона относится лишь к Иудее и части Египта — Александрии. Критическое отношение к источникам по этому вопросу разделяется не всеми исследователями. В результате оценки провинциальной политики Калигулы варьируются от отрицательных, акцентирующих внимание на непоследовательности и неудачах императора, до положительных, признающих его компетентность в руководстве империей. Серьёзным отличием Калигулы от предшественников стало открытие сословия всадников для провинциалов. Впоследствии политика вовлечения провинциальных элит в римское общество продолжилась.
Во внешней политике Калигула добился прочного мира с Парфией и укрепил положение в отдалённых регионах назначением лояльных правителей. Эти действия дали Римской империи возможность готовиться к наступательной политике на севере. По мнению Сэма Уилкинсона, подтверждением разумного характера внешней политики Калигулы служит её продолжение последующими императорами: не были отменены назначения дружественных правителей, присоединение Киликии к Коммагене и возможная реорганизация Мавретании, а Клавдий реализовал на практике готовившееся Калигулой вторжение в Британию. Однако, например, Артер Феррилл оценивает общее влияние Калигулы на римскую внешнюю и провинциальную политику как катастрофическое и считает невозможным говорить о «политике» из-за её чрезвычайной непоследовательности.

#### Балканы и Малая Азия
На Балканах и в Малой Азии Калигула сделал ставку на зависимых от Рима правителей. В начале I века Октавиан Август разделил власть во Фракии между сапейскими династами Котисом III и Рескупоридом II (III), но после попытки последнего захватить единоличную власть Тиберий отстранил его и разделил власть между сыновьями двух правителей. Через какое то время сыновья Котиса — Реметалк, Полемон и Котис — были отправлены в Рим, а вместо них южной Фракией управлял ставленник Тиберия Тит Требеллен Руф. В столице с детьми Котиса III подружился Калигула. Став правителем, он в 38 году даровал Реметалку Фракию, где недавно умер сын Рескупорида Реметалк II, Полемону — Понт и Боспор, а Котис получил Малую Армению. Коммагену, которую Тиберий сделал провинцией, Калигула передал Антиоху IV вместе с частью Киликии. Назначения не были случайными, поскольку новые правители были родственниками прежних. Помимо самих прав на трон, новые правители получали щедрую финансовую поддержку Калигулы — например, Антиох IV получил 100 миллионов сестерциев — около четверти всех государственных доходов за год. Эта сумма наверняка завышена, но, скорее всего, основана на реальном факте выплаты новому правителю крупного единовременного пособия. Впоследствии противники Калигулы обвиняли его восточных друзей в том, что именно они ответственны за деспотичные действия императора, однако в настоящее время эта точка зрения не поддерживается. Назначения Калигулы отчасти продолжали политику Августа — использовать зависимых правителей там, где их присутствие оправдано. В то же время, они вступали в противоречие с тенденцией преобразования зависимых территорий в провинции (Коммагена при Тиберии, Ликия и Родос при Клавдии). Допускается, что назначения Калигулы были вызваны недоверием сенаторам, из которых происходили наместники в большинстве провинций. Кадровые назначения Калигулы на Востоке признаются как удачными, так и навеянными исключительно личными привязанностями и антипатиями.

#### Восточное Средиземноморье
Личные предпочтения Калигулы отразились на политике в Восточном Средиземноморье. Так, в начале 37 года, ещё при жизни Тиберия, наместник Сирии Вителлий отправился на юг, чтобы помочь тетрарху Галилеи и Переи Ироду Антипе вторгнуться в Набатейское царство. В Иерусалиме Вителлий узнал о смерти Тиберия и остановил продвижение на юг, ожидая указаний от нового императора. Калигула занял противоположную позицию по отношению к набатеям и всячески поддерживал их правителя Арету IV. Причиной такого тёплого отношения, вероятно, была помощь, которую Арета оказывал отцу Калигулы. Свою роль сыграла и неприязнь к Ироду Антипе, вызванная дружбой императора с претендовавшим на власть в Иудее Иродом Агриппой.
В 38 году в Александрии, одном из крупнейших городов Римской империи, произошли кровопролитные столкновения между греками и евреями, и через полтора года делегации от противоборствующих сторон прибыли в Рим, чтобы просить императора разрешить конфликт. Обстоятельства приёма еврейской делегации подробно описаны возглавлявшим её Филоном Александрийским. Калигула общался с ней с показной несерьёзностью при обходе своего дворца (пожилой Филон едва успевал догонять императора), однако его расспросы и замечания свидетельствовали, что он хорошо осведомлён о ситуации в Александрии. По мнению Даниэля Нони, Калигула, как и некоторые его предшественники, предпочёл в данном случае выжидать.
Параллельно с бездействием по вопросу о погроме в Александрии, Калигула проявил решительность в Иудее. В начале 40 года император узнал о том, что иудеи в Ямнии (современный Явне) по религиозным соображениям разрушили построенный не-иудеями алтарь, посвящённый императору. Разгневанный Калигула приказал наместнику Сирии Публию Петронию изготовить статую императора в образе Юпитера и установить её в святая святых Иерусалимского храма, используя армию в случае необходимости. Понимая неразумность такого шага, Петроний всячески затягивал выполнение приказа, но в мае 40 года выдвинулся в Иудею. По пути он встретился с делегацией, убедившей его написать письмо Калигуле, и распорядился, чтобы скульпторы в Сидоне не спешили с завершением статуи. Калигула настаивал на своём, но Петроний по-прежнему не торопился. Лишь вмешательство близкого к императору Ирода Агриппы, написавшего Калигуле большое письмо с изложением и обоснованием политики по отношению к иудеям, заставило его отменить приказ. Впрочем, Филон Александрийский сообщает, что незадолго до смерти Калигула повторно планировал установить свою статую в Иерусалимском храме. На этот раз он хотел изготовить статую в Риме, а затем тайно перевезти её в Иерусалим и скрытно установить, чтобы поставить иудеев перед фактом её размещения. Из-за разных подходов к оценке деятельности Калигулы Ховард Скаллард видит в осложнении ситуации в Иудее проявление безрассудства императора, а Сэм Уилкинсон полагает, что на общем фоне бурной истории Иудеи в I веке до н. э. правление Ирода Агриппы можно считать относительно спокойным периодом.

#### Отношения с Парфией
Сразу же после прихода к власти Калигула пересмотрел отношения с Парфией — единственным влиятельным соседом Римской империи и соперником в борьбе за влияние на Ближнем Востоке. Парфянский царь Артабан III враждебно относился к Тиберию и готовил вторжение в римскую провинцию Сирия, но усилиями её наместника Вителлия был достигнут мир. По свидетельству Светония, Артабан продемонстрировал уважение к Калигуле, когда «воздал почести римским орлам, значкам легионов и изображениям Цезарей». Своего сына Дария VIII он отдал заложником в Рим. Возможно, в результате переговоров между Римом и Парфией Калигула отошёл от проводимой Августом и Тиберием политики и добровольно ослабил римское влияние в спорной Армении. Для этого он отозвал правившего там Митридата, назначенного Тиберием, заключил его в тюрьму и не стал посылать ему замену. Впрочем, потепление римско-парфянских отношений не в последнюю очередь было вызвано междоусобицами в Парфии.

#### Северная Африка
Калигула расширил владения Римской империи в Северной Африке. Около 40 года Калигула казнил приглашённого правителя Мавретании Птолемея и присоединил к Римской империи его владения (по другой версии, присоединение окончательно оформил уже Клавдий). Причины казни Птолемея, приходившегося Калигуле дальним родственником, неясны, особенно на фоне тёплого приёма дружественного правителя. Дион Кассий называет поводом для убийства богатство этого правителя, но другие подтверждения его состоятельности отсутствуют, а другим зависимым правителям Калигула, напротив, предпочитал дарить деньги, а не отбирать. Тем не менее, предпочтение обычно отдаётся именно этой версии. Другую версию сохранил Светоний: якобы император решил казнить Птолемея из-за того, что он появился на боях гладиаторов в очень красивом пурпурном плаще. В попытке найти рациональное зерно в этом сообщении, Джон Болсдон предположил, что Калигула мог запретить зависимым правителям носить пурпурную одежду, подчёркивавшую царское достоинство, в присутствии римского императора. Если это действительно было так, то Калигула отказался от либерального отношения Тиберия к этому вопросу и вернулся к жёсткой линии, проводившейся Октавианом Августом. Третья версия также связывается с «безумием» императора и заключается в желании Калигулы занять место верховного жреца культа Исиды, принадлежавшее Птолемею как отпрыску египетской царской династии. Наконец, Калигула мог опасаться своего дальнего родственника Птолемея как потенциально опасного соперника в борьбе за власть. В поддержку этой версии приводится связь одного из предводителей заговора против императора Гнея Корнелия Лентула Гетулика с мавретанским правителем — его отец был проконсулом Африки и завёл там дружбу с царём Юбой II, отцом Птолемея.
Причины присоединения Мавретании, в отличие от казни Птолемея, исключительно рациональные. Прежде всего, это необходимость защиты римской Африки с запада, с чем не справлялся Птолемей. В римскую эпоху в Африке было много плодородных земель, и она была для Рима важным поставщиком зерна. Кроме того, ещё Октавиан Август основал на западе средиземноморского побережья Африки 12 римских колоний, которые формально не были частью Мавретании, но при этом не были организованы в отдельную провинцию и управлялись из Испании (Бетики). Таким образом, присоединение Мавретании характеризуется как вполне здравый шаг. Впрочем, вскоре в Мавретании началось антиримское восстание, возглавляемое Эдемоном. Сэм Уилкинсон подчёркивает, что причины восстания известны недостаточно хорошо, и потому может быть ошибочной его связь с казнью Птолемея, непопулярного в некоторых частях своего государства. Допускается, что именно Калигуле принадлежит идея деления Мавретании на две провинции — Мавретанию Цезарейскую и Мавретанию Тингитанскую, хотя Дион Кассий приписывает эту инициативу Клавдию. Трудности в организации провинций в период восстания заставляют историков поддержать свидетельство Диона Кассия.
В соседней с Мавретанией провинции Африка Проконсульская к началу правления Калигулы был расквартирован один легион, управление которым осуществлял проконсул. Новый император передал командование своему легату, тем самым лишив сенат контроля над последним остававшимся у него легионом. В период правления Калигулы в сословии римских всадников появляется первый выходец из Африки. Во многом именно благодаря действиям Калигулы в римской Африке были заложены предпосылки для пришедшегося на II век расцвета. Вместе с тем, большинство исследователей сходятся в признании просчётов в отношениях с Мавретанией, которые привели к восстанию.

#### Германия

Римско-германская граница к 70 году.

Поездка Калигулы на север в сентябре 39 года и последовавшие за ней события (см. раздел «Путешествие в Галлию и Германию (39—40 годы)») освещены в источниках очень односторонне. Сохранившиеся рассказы о кампании нередко лишены логичности изложения и раскрытия причин действий Калигулы. Дополнительную сложность в объективной реконструкции событий 39-40 годов создают большие лакуны в сохранившихся рукописях Тацита и Диона Кассия (рассказ последнего доступен только в средневековом пересказе Ксифилина). Особенно велика могла быть информативная ценность Тацита. В других, сохранившихся книгах этого римского автора есть три упоминания о германской кампании, причём каждый раз он подчёркивает неудачу правителя. Не сохранилось и многотомное сочинение «Германские войны» Плиния Старшего, служившего на Рейне в правление Клавдия и Нерона. Главные источники информации античных авторов по кампании — мемуары Агриппины и свидетельства Сенеки, друга Юлии и Луцилия — особенно предвзяты из-за личных пристрастий авторов. Кроме того, осуществивший в итоге завоевание Британии Клавдий был заинтересован в принижении заслуг Калигулы. В результате все античные авторы единодушно оценивают германскую кампанию как провальную. Самую нейтральную, по словам Джона Болсдона, характеристику оставил Евтропий: «Он предпринял войну против германцев и, вторгшись в Свевию, ничего примечательного не совершил».
Наиболее радикальную попытку рационализировать действия Калигулы предпринял Джон Болсдон. По его мнению, Калигула в самом начале правления стал активно разрабатывать планы завоевания Германии и Британии — отчасти для того, чтобы справиться с постепенно ухудшающейся ситуацией, а отчасти — чтобы показать себя достойным наследником военачальников-завоевателей Гая Юлия Цезаря и Германика. Для организации вторжения император начал перемещать к Рейну легионы (вероятно, из Египта и Испании) и, возможно, создал два новых легиона специально для новой войны. С подготовкой северной кампании некоторые современные авторы вслед за Светонием связывают и строительства моста в Байях — якобы таким образом Калигула надеялся запугать полагавшихся на широкие водные преграды варваров. Неожиданное для окружающих форсирование военных планов, по мнению британского автора, было связано с сообщениями о созревании заговора.
Всего для похода на север Калигула собрал от 200 до 250 тысяч солдат. Подобный масштаб приготовлений мог свидетельствовать о грандиозных экспансионистских планах — например, о завоевании всей Германии вплоть до Эльбы, как задумывал его отец. Причинами подготовки войны против германских племён называются тяга императора к военной славе, чтобы сравняться с отцом, прославленным полководцем. У Калигулы были рациональные причины для стремления получить признание в качестве полководца — он был первым императором, который не служил в армии даже на синекурных должностях, что в римском обществе считалось ненормальным и могло сказываться на его восприятии столичной политической элитой. В результате пребывание Калигулы в Германии было одним из редких примеров, когда император из династии Юлиев-Клавдиев посещал действующую армию на напряжённом участке границы. Возможно, Калигула не одобрял неагрессивную внешнюю политику, которая проводилась Римской империей после поражения Вара. Так, Тиберий вместо военных действий предпочитал более дешёвый способ удержания германцев на правом берегу Рейна — натравливать вождей племён друг на друга.
Вскоре после прибытия в Могонтиак (современный Майнц) Калигула обвинил Гетулика в участии в заговоре и казнил. Слова Светония о том, что Калигула начал пребывание в лагере собиравшейся армии с наведения дисциплины, и туманное указание Тацита на «чрезмерную мягкость и умеренную строгость» Гетулика, Джон Болсдон понимает как свидетельство недостаточных способностей командующего по поддержанию дисциплины на ключевом и часто нарушавшемся участке римской границы. Чистка центурионов и старших офицеров, вероятно, была вызвана как некомпетентностью, так и нелояльностью некоторых из них. Многие современные исследователи вслед за Людвигом Квидде разделяют идею о преимущественно учебном характере на первый взгляд хаотичных действий Калигулы. Во время этих манёвров Калигула ввёл новый тип воинских наград для солдат, отличившихся при рекогносцировке местности — разведочные венки (coronae exploratoriae). Император решал политические задачи параллельно с военными — например, Игорь Князький оценивает раздачу денег легионерам как удачный ход по предотвращению недовольства сменой популярного командира.
Новым командующим войсками в Верхней Германии был назначен Сервий Сульпиций Гальба, будущий император. Аналогичный пост в Нижней Германии, вероятно, занял Публий Габиний Секунд. Он сменил Луция Апрония, который потерпел несколько поражений от фризов. Ещё в правление Калигулы Гальба предпринял несколько экспедиций на правый берег Рейна, которые были успешными, хотя и носили локальный характер. Возможно, именно в 39-40 годах римляне могли основать форты в Висбадене и Грос-Герау. Характер участия самого Калигулы в военных действиях против германцев неясен. Светоний и Дион Кассий не отрицают переправы императора через Рейн, но соглашаются, что он пробыл там совсем недолго. По Диону Кассию, «он никому из врагов не нанёс никакого ущерба», а Светоний и вовсе говорит о приступе паники среди войск на марше в узком ущелье и о спешном возвращении на левый берег. При этом в биографии Гальбы Светоний, рассказывая о событиях в правление Калигулы, упоминает о том, что новый командующий отразил нападение переправившихся через Рейн германцев.
Отсутствие столкновений, возможно, было связано не с трусостью Калигулы или с полным отсутствием полководческих талантов, а с бегством германских племён. Однако поскольку информация с Рейна, вероятно, поступала противоречивая, то слухи о манёврах переросли в слухи о победе над германцами, и претор Тит Флавий Веспасиан (будущий император) предложил отпраздновать их специальными играми. Неясно, праздновали ли эту «победу» по всей империи, или инициатива Веспасиана не распространилась за пределы столицы. Известен только один относящийся к этому периоду барельеф с небольшой надписью в Лидии, изображающий римского всадника с копьём, склонившегося над Германией со связанными руками, но его связь с торжествами по случаю германской кампании дискуссионна. По утверждению Диона Кассия, войска семь раз провозглашали Калигулу императором (в римской армии это было почётное звание победоносного полководца). При этом эпиграфических и нумизматических подтверждений этому званию нет, хотя признание императором обычно всегда отмечалось на монетах и в официальных надписях. Возможно, важной причиной, по которой Калигула получил это звание от солдат, стала их радость от очень редкого появления римского императора в пограничной армии.
Итоги бурной деятельности императора на рейнской границе оцениваются по-разному. Предполагается, что в глазах германцев римский престиж был восстановлен. При этом нет оснований видеть в переходе Калигулы к другим занятиям свидетельство отказа от наступления в Германии, поскольку нападение могли отложить до удобного момента — например, до развития Гальбой успехов в Верхней Германии, чтобы обезопасить фланги при наступлении основными силами на севере.

#### Подготовка вторжения в Британию
В Лугдунуме, куда император направился с рейнской границы, к императору прибыл придерживавшийся проримских взглядов наследник племени катувелланов Админий, изгнанный из Британии в результате междоусобной борьбы. Калигула воспользовался его бегством, чтобы оправдать вторжение в Британию, и приказал форсировать подготовку к высадке на остров. Император был настолько уверен в успехе десанта, что написал письмо в сенат, в котором о завоевании говорилось как о свершившемся факте. К этому же периоду относится начало использования имени Британик (Britannicus) в качестве части полного имени. Хотя некоторые современные исследователи ставят под сомнение целесообразность завоевания Британии, мечты о завоевании далёкого северного острова были популярны в Риме ещё со времён экспедиций Цезаря. Определённая роль в реконструкции целей Калигулы отводится желанию подчинить последний крупный оплот кельтов, чтобы ослабить серьёзное влияние бриттских друидов, близкородственных континентальным кельтам, на романизацию Галлии. Ещё одной целью Калигулы могло стать искоренение пиратства. Поскольку советники Клавдия активно подталкивали его к вторжению, допускается, что аналогичными рекомендациями руководствовался и Калигула. Артер Феррилл, напротив, считает захват Британии нерациональным из-за необходимости размещения крупных гарнизонов (на острове приходилось постоянно держать 3-4 легиона — во II веке это составляло около 10 % римской армии), небольшого экономического значения новой провинции и незначительной военной угрозы, исходившей от британских кельтов. По его словам, в свете этого неудивительно, что более дальновидные стратеги Август и Тиберий отказывались от вторжения.

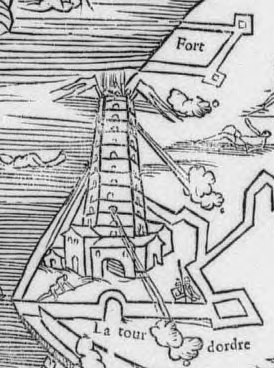
Отлен, Пьер. Булонский маяк, предположительно заложенный Калигулой. 1550 год.

Весной или летом 40 года римские войска подошли к проливу Па-де-Кале в окрестностях современной Булони, куда стекались корабли и где строились маяк и порт. Впрочем, в последний момент император отказался от десантирования. По словам Светония, император "приказал всем собирать раковины в шлемы и складки одежд — это, говорил он, добыча Океана, которую он шлёт Капитолию и Палатину. <…> Воинам он пообещал в подарок по сотне денариев каждому и, словно это было беспредельной щедростью, воскликнул: «Ступайте же теперь, счастливые, ступайте же, богатые!».
Причины отказа Калигулы от вторжения в Британию совершенно неясны и вызывают множество версий среди историков. Джон Болсдон находит неубедительными основные предположения исследователей начала XX века о боязни императора удаляться от ненадёжного сената (Гуго Вильрих), внезапном изменении стратегической ситуации (Маттиас Гельцер), осознании потребности в большем количестве кораблей (Герман Дессау). Проводя параллели с трудностями, с которыми столкнулся Клавдий три года спустя, он приходит к выводу, что римские солдаты были не готовы к высадке — возможно, отказывались садиться на корабли. С этим объяснением он связывает намерение устроить децимацию войск и возможную ошибку в тексте Светония: якобы Калигула приказал собирать не ракушки, а специальные сапёрные навесы (оба понятия обозначаются словом musculus). Даниэль Нони развивает идею об организационной и материальной неготовности экспедиции, в связи с чем Калигула и решил отложить вторжение до 42 года. Артер Феррилл объясняет этот эпизод влиянием заговора Гетулика и Лепида, опасением неповиновения сената, неудачами в Германии, но отчасти — и безумием Калигулы. Он отрицает целесообразность тотального пересмотра свидетельства источников, в связи с чем реконструкция Болсдона видится ему очень шаткой. Томас Видеманн считает основными причинами отказа от десанта начало мятежа в войсках и уступки бриттских вождей. Он рассматривает сбор ракушек как вполне рациональный символ победы над океаном и сомневается в том, что под musculus подразумевались осадные машины. В 1966 году Рой Дэвис предположил, что Калигула вообще не планировал вторгаться в Британию, а поход к Па-де-Кале был частью учебных манёвров римской армии, не имевшей полноценной боевой практики уже два десятилетия, и продолжением таких же прошлогодних манёвров на берегах Рейна, которые источники случайно или целенаправленно представили как неудачную военную кампанию. Другой, не менее важной целью Калигулы могло стать запугивание бриттских правителей. Двумя годами позднее Питер Бикнелл счёл гипотезу Дэвиса неубедительной и предложил новое объяснение этой истории. По его версии, инцидент происходил севернее, в устье Рейна, и был наказанием для провинившихся легионов. В 2000 году Дэвид Вудс предположил, что ракушками Калигула мог метафорически назвать корабли, которые необходимо было переправить по суше в Рим. Также существует предположение, что Калигула надеялся найти в раковинах много жемчуга, к которому он был неравнодушен.

### Последний заговор и смерть

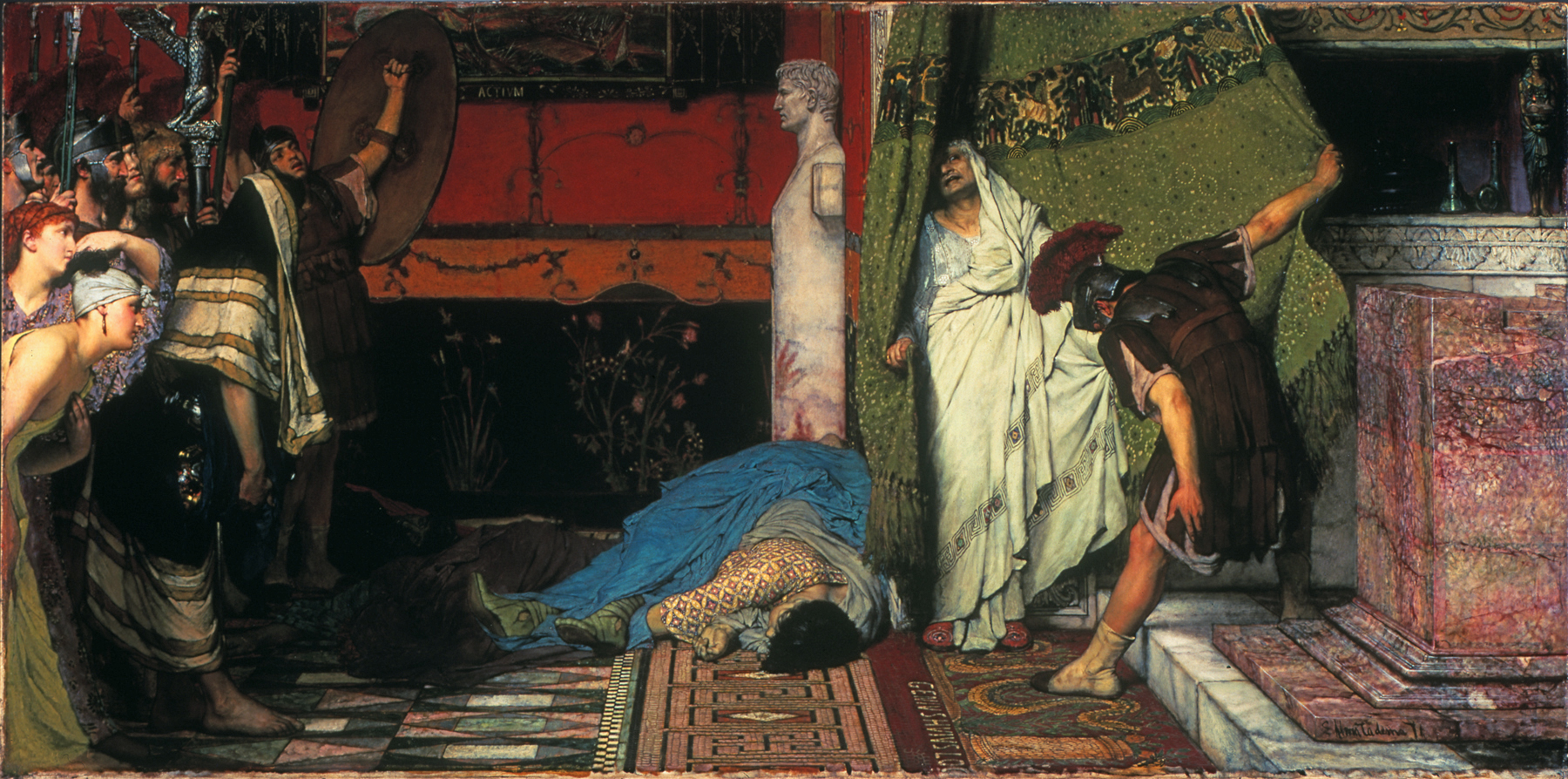
Лоуренс Альма-Тадема. «Римский император (Клавдий)». 1871 год.

В конце 40 — начале 41 года в ближайшем окружении Калигулы сложился новый заговор, отчасти вызванный недоверием императора к своим соратникам. Допускается, что новый заговор стал продолжением раскрытой ранее попытки сместить Калигулу (см. раздел «Деятельность после возвращения из Галлии (40 год)»). Главным действующим лицом заговора стал преторианский трибун Кассий Херея, хотя допускается, что за ним стояли влиятельные сенаторы (в частности, Анний Винициан). Античные авторы сообщают о постоянных насмешках императора над Хереей (Сенека уточняет, что Калигулу забавлял женственный голос, контрастирующий с суровой внешностью трибуна), но Иосиф Флавий изображает Херею ещё и убеждённым республиканцем. К ключевым заговорщикам принадлежал и Корнелий Сабин. К ним присоединилось немало сенаторов, а паролем заговорщиков стало слово «Свобода» (Libertas).
Дата убийства была назначена на Палатинские игры 24 января 41 года. Заговорщики знали о привычке императора отлучаться из театра в полдень для принятия ванны и дневного завтрака и решили напасть на него по пути во дворец. 24 января Калигула задержался в театре, но потом всё же направился к выходу по подземной галерее, причём большая часть его свиты пошла другим путём. Когда он остановился поговорить с актёрами, заговорщики набросились на него. Античные авторы подробно описали обстоятельства и детали убийства, вплоть до предсмертных слов Калигулы «Я всё ещё жив», причём уже Светоний знал две версии. Всего ему нанесли около тридцати ударов мечами. Вскоре центурион (по другой версии, трибун) Юлий Луп заколол мечом Цезонию, а единственную одиннадцатимесячную дочь Юлию Друзиллу убил, ударив о стену.
Ирод Агриппа перенёс тело Гая в Ламиевы сады — императорскую собственность на Эсквилине, за пределами Рима, где труп был частично кремирован, а прах был помещён во временную могилу. Впоследствии сёстры Калигулы завершили обряд кремации и захоронили прах (либо в мавзолее Августа, либо где-то ещё). В Риме рассказывали, будто по Ламиевым садам бродили привидения (лат. umbris), пока тело императора не было надлежащим образом захоронено, а в доме, где его убили, жителей мучили кошмары. Калигула стал первым римским императором, который не удостоился государственных похорон. В 2011 году итальянская полиция заявила, что нелегальные археологи обнаружили и расхитили возможную гробницу Калигулы у озера Неми.
Простые римляне, по-видимому, отнеслись к убийству без особого восторга. Джон Болсдон полагает, что в иных условиях заговорщики побоялись бы убить весьма популярного в народе императора, но в начале января 41 года городской плебс уже проявлял недовольство новыми налогами, что добавило Херее и соратникам уверенности. Сразу же после убийства Калигулы в Риме сенаторы призывали восстановить республику, однако преторианцы обнаружили в Палатинском дворце Клавдия (по сообщению Светония, он прятался за занавеской в ожидании смерти), которого и провозгласили новым императором.

## Личность

### Внешность

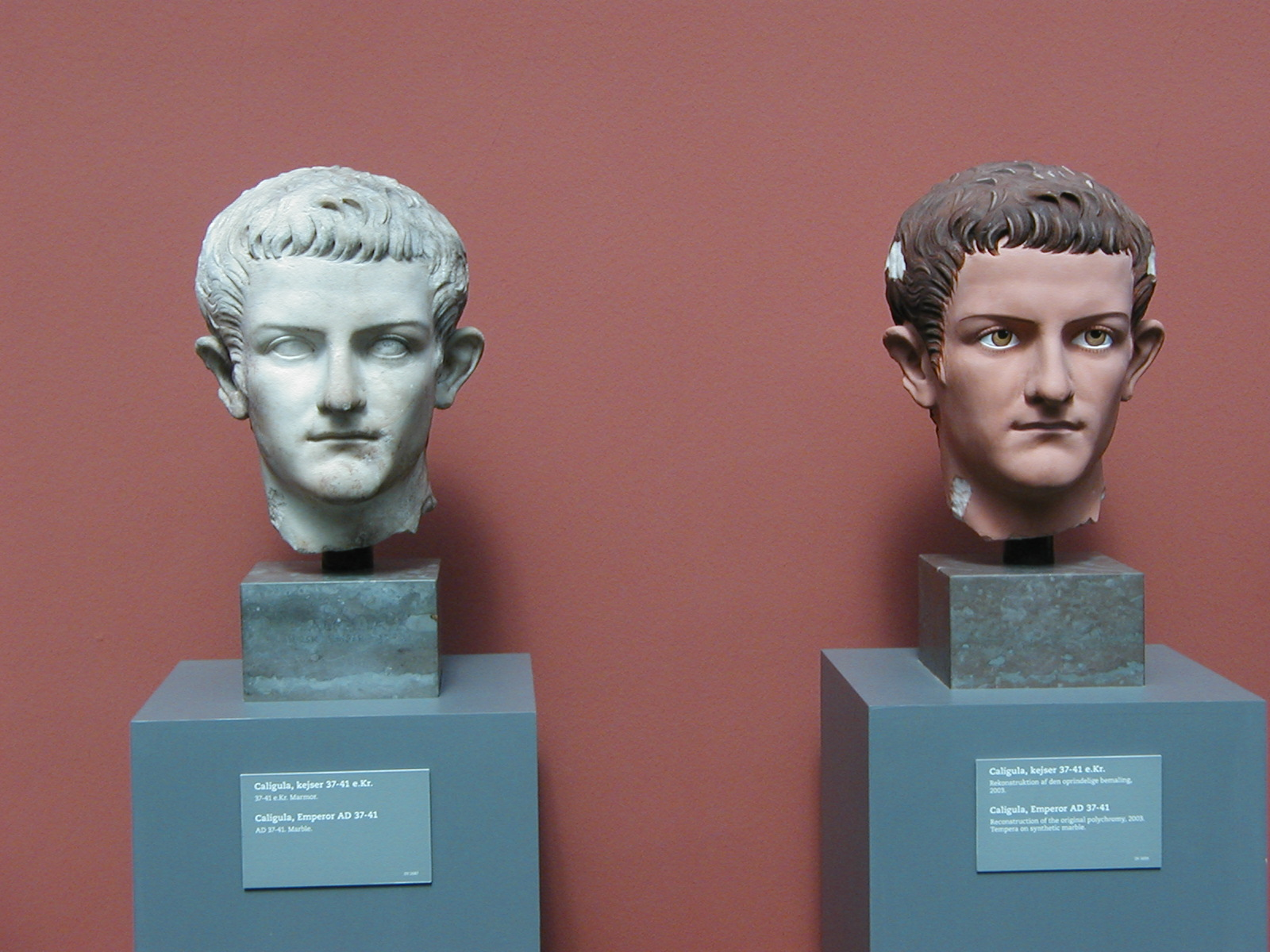
Мраморный бюст Калигулы и его Античная полихромия.
Новая глиптотека Карлсберга (Копенгаген).

Светоний оставил следующее описание внешности Калигулы:
«Росту он был высокого, цветом лица очень бледен, тело грузное, шея и ноги очень худые, глаза и виски впалые, лоб широкий и хмурый, волосы на голове — редкие, с плешью на темени, а по телу — густые».
Близко к нему более субъективное описание Сенеки, современника императора:
«...омерзительная бледность, выдающая безумие; дикий взгляд глубоко спрятанных под старческим лбом глаз; неправильной формы безобразная лысая голова с торчащими там и сям жалкими волосёнками; прибавь к этому шею, заросшую толстенной щетиной, тонюсенькие ножки и чудовищно громадные ступни».
Оба словесных портрета рисуют внешне отталкивающего человека. Более нейтральные портреты императора на крупных монетах характеризуются высоким лбом, носом не совсем правильной формы, острым подбородком, немного выпяченной нижней губой. Джон Болсдон допускает, что внешность Калигулы могла быть обезображена из-за болезни.

### Характер, привычки, увлечения
Современные историки признают неплохие интеллектуальные способности Калигулы, но подчёркивают его хитрость, коварство, жестокость, манию величия, безрассудство, жадность, дерзость, заносчивость, в некоторых случаях — инфантильность. По словам Светония, Калигула выражал лучшую черту своего характера греческим термином, обозначающим невозмутимость или бесстыдство. Посмертный критик императора Сенека утверждает, что Калигула очень любил оскорблять других людей.
Иосиф Флавий указывает, что Калигула усердно учился, желая угодить Тиберию, высоко ценившему хорошее образование. В результате он хорошо изучил не только тонкости родного латинского, но и обязательный в образовании в Римской империи древнегреческий язык. Даже критики Калигулы не отрицали его высокого ораторского мастерства (в античную эпоху риторика считалась одной из семи важнейших наук). Император уделял много внимания ораторской практике и теории и даже считался автором риторического сочинения. Своё мастерство император оттачивал, сочиняя судебные речи — иногда и обвинительные, и защитительные для одного процесса. Маленький отрывок одной его речи в сенате, процитированный Дионом Кассием, оставляет, по мнению Энтони Баррета, хорошее впечатление. Иосиф Флавий утверждает, что Калигулу отличала не только хорошая подготовка, но и способность быстро ориентироваться для ответа.
Неясно отношение императора к другим наукам. Светоний полагает, что Калигула был чужд их, но свидетельства Иосифа Флавия говорят об обратном. Светоний сообщает, что Калигула желал запретить сочинения Гомера и изъять из библиотек работы Вергилия и Тита Ливия. В результате Александр Немировский связывает плохую сохранность сочинений Ливия именно с действиями Калигулы. Однако современные исследователи чаще допускают, что такие заявления императора не были высказываниями бескультурного человека и врага литературы. Так, Энтони Баррет видит в этих сообщениях следствие довольно глубоких познаний в литературе, поскольку в античную эпоху Вергилия обвиняли в плагиате, а Ливия критиковали за словесную избыточность и отсутствие исторических дарований. Джон Болсдон полагает, что Калигула разделял и развивал неприятие Гомера Платоном из-за недостаточной почтительности к богам. Игорь Князький считает, что в недовольстве Гомером Калигула мог опираться не только на Платона, но и на неприятие симпатии поэта к ахейцам, сражавшимся с троянцами — мифологическими прародителями римлян; он характеризует суждения императора о Ливии и Вергилии как оригинальные вплоть до эпатажности, но свидетельствующие о несомненном владении предметом. Даниэль Нони и вовсе полагает, что сообщения Светония появились в результате неправильной интерпретации шуток и неосторожных высказываний императора; Баррет допускает такое только для желания уничтожить «Илиаду» и «Одиссею» Гомера. Сэм Уилкинсон отрицает правдивость свидетельства Светония на основании возвращения публике сочинений трёх запрещённых при Тиберии авторов. При этом подчёркивается, что Калигула очень часто цитировал Гомера. Император не обходил вниманием и современную литературу — известно, что он критиковал сочинения Сенеки Младшего за недостатки стиля. Возможно, эта критика наложила отпечаток на ненависть Сенеки к Калигуле.
Повседневное поведение Калигулы не всегда подобало знатному римлянину. Так, он отличался экстравагантной манерой одеваться, использовал экзотические наряды, украшения и обувь. Он активно использовал парики для перевоплощений; нередко он переодевался в женскую одежду. Часто император наряжался богами (от Нептуна до Венеры), надевая соответствовавшую их образам одежду и подбирая узнаваемые атрибуты. Предполагается, что склонность к переодеваниям возникла в раннем детстве, когда он для развлечения солдат наряжался в одежду легионера. В молодости он надевал парики и простолюдинские плащи, чтобы посещать кабаки и притоны. При этом он, вероятно, не осознавал, что его поведение воспринималось окружающими совершенно иначе, нежели он предполагал.

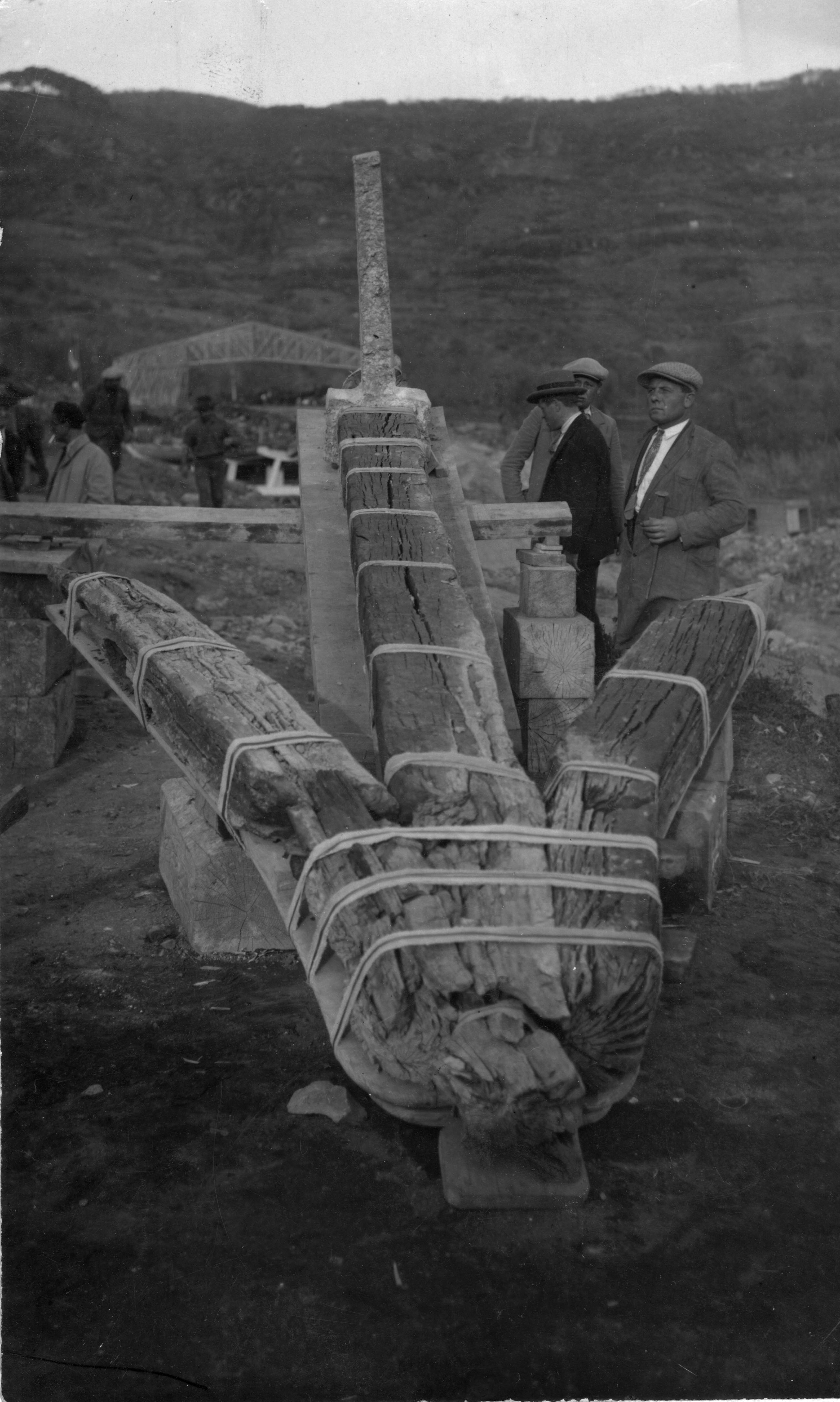
Якорь корабля озера Неми, поднятый итальянскими археологами в начале XX века.

Желая разнообразить жизнь, император постоянно придумывал новые способы времяпрепровождения — бани с ароматическими маслами, пикник на ветвях огромного платана; с Калигулой связывают строительство огромных и роскошных кораблей озера Неми, хотя изредка их строительство приписывают другим императорам. Будучи большим гурманом, он ценил кулинарные изобретения, а кушанья нередко приказывал подавать на золотых листах. Нет указаний на его злоупотребление алкоголем, хотя в начале XX века Т. Джером предположил, что многие экстравагантные поступки были вызваны пьянством императора.
Император обожал всевозможные развлечения. Он любил играть в кости, наблюдать за гладиаторскими боями и травлями зверей. Когда однажды пятеро гладиаторов с особой жестокостью убили пятерых сдавшихся коллег, император выразил недовольство и их поступком, и бурной реакцией толпы, наслаждавшейся кровью; в этом видят доказательство отсутствия особой склонности императора к жестокости по сравнению со своими современниками. Однако наиболее страстно Калигула увлекался гонками на колесницах. На состязаниях колесниц он поддерживал представителей одной из четырёх команд («партий») — «зелёных» (prasinae), а наиболее страстно болел против колесниц «синих». Император заложил в Риме новый личный цирк для заездов (см. раздел «Строительство»), тратил огромные суммы на покупку и содержание лошадей (в том числе Инцитата), был в близких отношениях с колесничими «зелёных», иногда обедая в их конюшне. Калигула увеличил количество проводимых заездов, и иногда они продолжались целый день, с перерывами на другие зрелища.
Калигула не был чужд и высоких искусств. Он любил театральные постановки, проводил много времени с известными актёрами и строго следил за порядком в театре: не поощрял выход зрителей до окончания представления, а шумных зрителей велел бить плетью. Иногда император давал представления и ночью, освещая весь город, а ради лучшей посещаемости в дневное время откладывал судебные заседания и сокращал массовый траур. Калигула очень живо переживал происходящее на сцене, подпевая и подтанцовывая сообразно происходящему на сцене. Танцами он увлекался и вне театра: Светоний рассказывает, будто однажды ночью он вызвал во дворец трёх сенаторов и вместо ожидаемых обвинения и казни сплясал перед ними в женском платье. В день гибели он, по утверждению этого же автора, готовился впервые поучаствовать в представлении как актёр.

### Здоровье
Вслед за античными авторами многие современные исследователи в разных формах признают безумие Калигулы. Изучение этого вопроса рядом врачей и историков в XX—XXI веках позволило конкретизировать возможные болезни и расстройства императора, которые могли повлиять на его поведение — алкоголизм, гипертиреоз, психопатия, шизофрения, эпилепсия или дефицит родительского внимания из-за длительного отлучения от родителей в младенчестве. Античные авторы винят острую болезнь императора осенью 37 года в нарушении психики. В современной историографии эта связь как подвергается сомнению, так и признаётся.
Наибольшей популярностью для объяснения причины расстройства Калигулы пользуется эпилепсия. Помимо свидетельства Светония о припадках в детстве (morbus vexatus — буквально «швыряющая/сотрясающая болезнь»), историки обнаруживают другие непрямые указания на проявления эпилепсии. Так, Томас Бенедиктсон полагает, что именно из-за этой болезни Калигула не умел плавать, хотя обучение детей римских нобилей плаванию практиковалось почти повсеместно. Он также замечает, что туманное указание Светония на призвание Луны в свою постель («…неустанно звал её к себе в объятья и на ложе…») можно объяснить существовавшим убеждением о связи Луны с этим заболеванием. Чрезвычайно жестокое (вплоть до смертной казни) наказание за сравнение его с козой он считает дополнительным подтверждением существования связи с эпилепсией, поскольку в античную эпоху существовало представление, будто козлы могут распространять эпилепсию. По мнению Бенедиктсона, Калигула пытался доказать окружающим, что полностью победил болезнь или сумел её контролировать.
Впрочем, у эпилепсии в качестве диагноза Калигулы имеются и противники. Британский врач, палеопатолог Эндрю Сэндисон обнаружил больше признаков перенесённого острого энцефалита, нежели эпилепсии. По его версии, симптомы Калигулы больше подходят под осложнения после редкого летаргического (эпидемического) энцефалита, впервые описанного лишь в XX веке. Сэндисон также отверг ряд других заболеваний, подходящих под некоторые из симптомов — последствия бактериального менингита, церебральную неоплазию, некое цереброваскулярное заболевание, паралич и шизофрению. Чешский врач-невролог Иван Лесны пришёл к схожему выводу, сочтя возможной причиной расстройства психики осложнения после любого энцефалита, в том числе и эпидемического. Американский врач-ревматолог Роберт Кац счёл нежелательным связывание любого упоминания припадков с эпилепсией, напоминая о существовании других причин припадков. Проанализировав сохранившиеся в письменных источниках симптомы императора, он нашёл значительно больше подтверждений для диагностирования расстройства щитовидной железы — вероятнее всего, гипертиреоза. По его словам, в настоящее время лечением Калигулы занимался бы не психиатр, а эндокринолог или терапевт. В поддержку гипертиреоза Роберт Кац выделил следующие указания античных авторов — худоба, несмотря на обычный или даже повышенный аппетит, беспокойность/неугомонность (англ. restlessness), низкая потребность во сне, изменения в поведении. Слабыми местами своей гипотезы он счёл впалые глаза императора и его высокую сексуальную активность. Дело в том, что Светоний писал о впалых глазах Калигулы, в то время как при гипертиреозе, напротив, обычно развивается их выпуклость. Другим симптомом этого заболевания является снижение потенции, однако Светоний свидетельствует об обратном (см. раздел «Личная жизнь»). Первое возникающее противоречие современный автор предложил разрешить статистикой, по которой выпуклость глаз при этом заболевании происходит чуть более чем в половине случаев, и допущением, что Светоний мог иметь в виду не сами глаза, а только впалые круги под глазами из-за возникающего при этой болезни истощения. Второе противоречие Роберт Кац отрицает из-за желания античного биографа очернить императора.

### Личная жизнь

#### Жёны
Калигула был женат четыре раза. Первой его женой стала Юния Клавдилла, дочь друга Тиберия Марка Юния Силана. Допускается, что она была дальней родственницей Калигулы из-за возможной связи c родом Клавдиев по линии бабушки (матери отца). Считается несомненным политический характер брака, заключённого по инициативе Тиберия, причём подчёркивается, что брак стал подтверждением именно благосклонности императора, поскольку на тот момент Силан был одним из самых влиятельных сенаторов. Свадьба состоялась, вероятно, в 33 году в Анции. Через несколько лет Юния, по сообщению Светония, умерла при родах. Дион Кассий утверждает, что Калигула развёлся с ней, но его сообщение не принимается: по мнению Дэвида Уордла, Светоний не упустил бы возможности покритиковать Калигулу за развод с первой женой. Дата смерти Юнии неясна: Светоний и Тацит избегают указания на время смерти, но оба автора помещают его до смерти Тиберия, а Дион Кассий относит время развода к правлению Калигулы. Чаще всего в историографии фигурирует 36 год.
В начале правления Калигула взял в жёны Ливию Орестиллу, невесту Гая Кальпурния Пизона (Энтони Баррет и Дэвид Уордл относят свадьбу к концу 37 года, Даниэль Нони — к зиме-весне 38 года, Игорь Князький — к весне 38 года). Светоний знает две версии обстоятельств их брака, которые объединяет принятие Калигулой решения непосредственно перед или сразу после свадьбы Ливии с Пизоном. Предполагается, что это была их первая встреча. Джон Болсдон высказал предположение, что помолвка с Пизоном была расторгнута самой Ливией Орестиллой, а различные романтизирующие версии были призваны скрыть этот факт. Оправдывая своё поведение, Калигула заявил, что женился подобно Ромулу, организовавшему похищение сабинянок и взявшему в жёны Герсилию, и Августу, который развёл беременную Ливию с мужем. Через несколько дней Калигула с ней развёлся, что было нередким явлением в I веке.
Осенью (вероятно, в сентябре-октябре) 38 года Калигула женился на Лоллии Паулине, которая была замужем за Публием Меммием Регулом. По-видимому, Калигула договорился с Меммием и компенсировал расторжение брака включением его в почётную коллегию арвальских братьев. На обеде, устроенном в честь помолвки, присутствовал Плиний Старший, который привёл надетые Лоллией украшения (жемчуга и изумруды в её украшениях оценивались в 40 миллионов сестерциев) как пример выдающейся расточительности в «Естественной истории». Император развёлся с Лоллией уже весной или в начале лета 39 года; Дэвид Уордл склоняется к разводу осенью 39 года. Поводом для развода, вероятно, стало её бесплодие. Кроме того, император запретил ей вступать в половую связь с кем-либо ещё. Вероятно, это было вызвано отсутствием у пары детей и, как следствие, нежеланием императора ставить под сомнение свою фертильность. Впрочем, возможны и другие объяснения запрета: желание обезопаситься от потенциальных оппонентов, которые могли возвыситься путём брака на экс-императрице, способ не допустить попадания состояния Лоллии в чужие руки, или запрет стал следствием распространяемых врагами императора слухов, вызванных тем, что Лоллия не вышла замуж повторно. Допускается, что император опасался рождения ребёнка с сомнительным отцовством (как, например, Цезарион), который мог дестабилизировать собственные династические планы. Аналогичный запрет коснулся и предыдущей жены императора Ливии Орестиллы.
В 39 году, вскоре после развода с Лоллией, Калигула женился в четвёртый раз. Его новой избранницей стала замужняя Милония Цезония, мать троих детей, которая была на семь лет старше императора. Причиной частой смены жён стало, вероятно, желание завести рождённых в законном браке детей для устойчивой передачи власти. Тем не менее, к Цезонии Калигула испытывал очень сильные чувства, хотя женился на ней только когда она была примерно на восьмом месяце беременности от него. Спустя месяц родилась дочь, Юлия Друзилла. Время свадьбы неизвестно — это могло быть как лето, так и осень-зима 39 года (в последнем случае свадьба могла проходить в Лугдунуме). Возможно, что в Лугдунуме Цезония и родила дочь. Приближённые императора не разделяли страсти правителя к Цезонии и распространяли слухи о том, что она приворожила его неким зельем. Энтони Баррет полагает, что Цезония поила Калигулу не «приворотным зельем», а афродизиаком. В сообщении Светония о том, что Калигула неоднократно показывал обнажённую Цезонию друзьям, видят осознанное повторение опыта лидийского царя Кандавла; Даниэль Нони считает это сообщение ещё одним слухом.

#### Вне брака
Император не скрывал своих любовниц, о которых сообщают античные авторы. Первой засвидетельствованной в источниках любовницей стала Энния — их связь была организована Макроном, мужем Эннии, вскоре после смерти Юнии Клавдиллы, чтобы иметь возможность влиять на Калигулу. Другой известной по имени любовницей императора была Пираллида, которую Светоний называет проституткой. Кроме того, в правление Нерона в Риме утверждали, что префект претория Гай Нимфидий Сабин мог быть внебрачным сыном Калигулы из-за чрезвычайного внешнего сходства, а также потому, что его мать Нимфидия была дочерью одного из вольноотпущенников императора. Наконец, Калигула открыто практиковал секс с замужними знатными римлянками, причём адюльтер не скрывался:
Обычно он приглашал их [женщин] с мужьями к обеду, и когда они проходили мимо его ложа, осматривал их пристально и не спеша, как работорговец, а если иная от стыда опускала глаза, он приподнимал ей лицо своею рукою. Потом он при первом желании выходил из обеденной комнаты и вызывал к себе ту, которая больше всего ему понравилась, а вернувшись, ещё со следами наслаждений на лице, громко хвалил или бранил её, перечисляя в подробностях, что хорошего и плохого нашёл он в её теле и какова она была в постели. Некоторым в отсутствие мужей он послал от их имени развод и велел записать это в ведомости
Сенека Младший пишет о похожем случае: во время многолюдного пира Калигула заявил своему другу Дециму Валерию Азиатику, что его супруга Лоллия Сатурнина (сестра третьей жены императора Лоллии Паулины) «нехороша в постели». Целью такого поведения могло быть не только сексуальное удовлетворение, но и желание унизить римский нобилитет демонстрацией абсолютной власти. Впрочем, Светоний, ссылаясь на Марка Антония, упоминает о том, что Октавиан Август однажды увёл с обеда жену бывшего консула «к себе в спальню, а потом привёл обратно, растрёпанную и красную до ушей». Допускается, что действия Калигулы повторяли именно этот опыт своего обожествлённого предшественника.
Античные авторы утверждают, что Калигула был замешан и в инцесте с тремя сёстрами, а позднеантичный историк Евтропий заявляет, что одна из них родила ему ребёнка. При этом в наибольшей степени Калигула был привязан к Друзилле: Светоний уверяет, что он лишил её девственности, а бабка Антония однажды застала их подростками в постели. Это могло произойти в течение трёх лет, когда Калигуле было 17-20 лет, а Друзилле — 14-17. Не делая однозначных выводов о подлинности этого сообщения, Даниэль Нони видит в нём проявление сексуального любопытства подростков, на которое повлияла сложная семейная ситуация. По словам Светония, «остальных сестёр он любил не так страстно и почитал не так сильно: не раз он даже отдавал их на потеху своим любимчикам». Обвинения Калигулы в инцесте в настоящее время как отрицаются, так и признаются. При этом подчёркивается распространённость слухов о кровосмешении для дискредитации политических оппонентов, а Энтони Баррет полагает, что их источником могли стать двусмысленные остроты самого императора. Напротив, Игорь Князький замечает, что инцест шокировал римлян, но к нему совершенно спокойно относились в Египте и, в меньшей степени, в других бывших эллинистических государствах.
Светоний сообщает и о гомосексуальных партнёрах императора. Он называет по именам зятя императора Марка Лепида, знатного юношу Валерия Катулла, пантомима Мнестера и добавляет к ним находившихся в Риме заложников (сыновей правителей соседних государств и племён). Современные исследователи либо принимают эти сообщения, либо призывают относиться к ним с большой осторожностью. Хотя Калигула изгнал из Рима активно участвовавших в оргиях Тиберия «сфинтриев», допускается, что это было сделано из-за опасения распространения ими рассказов о личной жизни императора, которые могли бы повредить его репутации как мужчины.
В историографии крайние проявления сексуальной распущенности Калигулы нередко не комментируются, отвергаются или приуменьшаются, что Артер Феррилл связывает с нравами, царившими в обществе в конце XIX — первой половине XX века. Томас Видеманн рассматривает сообщения античных авторов об инцесте и гомосексуальности Калигулы как свидетельство жёсткого контроля императора над окружением. Игорь Князький полагает, что главным отличием личной жизни Калигулы от Юлия Цезаря, Октавиана Августа и Тиберия была не особенная распущенность, а только отказ скрывать её.

## Калигула в культуре и современном искусстве
Основными историческими источниками по правлению Калигулы являются сочинения Луция Аннея Сенеки (вероятно, был знаком с императором лично), Филона Александрийского (встречался с ним, возглавляя делегацию александрийских евреев), Иосифа Флавия, Гая Светония Транквилла и Диона Кассия, но все они настроены к императору весьма отрицательно. Часто ссылавшийся на примеры из современной ему эпохи Сенека относился к Калигуле с неприкрытой неприязнью. Личность императора вызывает антипатию и у Филона. Описание правления Калигулы Иосифом Флавием характеризуются морализаторством в ущерб точности и непротиворечивости сообщаемых сведений. Светоний, построивший биографию Калигулы на противопоставлении немногочисленных положительных деяний и обширного перечня зверств, нередко пересказывал слухи об императоре, хотя в его распоряжении были и официальные документы. Описанию Калигулы-чудовища он уделил вдвое больше места, чем перечислению заслуг императора. Единственным автором, оставившим хронологически последовательное изложений событий в правление Калигулы с некоторыми отступлениями, был Дион Кассий, чья 59-я книга, впрочем, сохранилась со значительными лакунами. Он относился к Калигуле резко отрицательно, осуждая даже те его мероприятия, которые счёл разумными Светоний.
На протяжении всего нового и новейшего времени сравнения с известным персонажем древнеримской истории обычно носили негативный характер. Так, гуманист Марк Антуан Мюре, призывая слушателей своих лекций искать параллели с современностью не в республиканской, а в более близкой по духу императорской эпохе, напоминал им, что даже в правление Тиберия, Калигулы и Нерона жили добрые и благоразумные люди. Он также не нашёл в современной ему Европе ни одного правителя, который смог бы сравниться с этими тремя «плохими» императорами. Жан де Лафонтен сравнил Льва, главного героя басни «Двор Льва», с Калигулой. Ориентируясь на пример Лукиана, Франсуа Фенелон написал «Диалоги мёртвых», в которых известные исторические личности обсуждают различные вопросы. В 49-м диалоге «Диалогов» Калигула и Нерон сравнивают свои правления, которые закончились для них неожиданно и катастрофически. В 1672 году Калигула впервые стал главным героем оперы «Калигула в бреду» (Caligula delirante) Джованни Мария Пальярди, в которой показывалось безумие правителя. Проблему негативных последствий неограниченной власти постарался раскрыть в 1698 году в трагедии «Калигула» драматург Джон Краун. В 1704 году либретто Доменико Гисберти легло в основу оперы Георга Филиппа Телемана «Гай Калигула» с почерпнутыми из античных источников рассказами о безумии, подражании Юпитеру, любви к Луне и приёме афродизиака.
В начале XIX века правление Калигулы неоднократно становилось источником вдохновения во французской драматургии: пьесы по мотивам его жизни написали Николя Бразье, Теофиль Марион Дюмерсан, Шарль д’Утрепон и Александр Дюма-отец. В 1822 году британский депутат-виг Генри Петти-Фицморис, 3-й маркиз Лансдаун критиковал высокие, по его мнению, налоги в Великобритании, проводя параллели с желанием Калигулы купаться в золоте. Александр Пушкин в оде «Вольность» сравнил Павла I с Калигулой. В памфлете 1894 года «Калигула. Исследование о безумии римского императора» Людвиг Квидде попытался связать подчинение населения и самовозвеличивание правителя, однако сочинение было воспринято как сатира на правление кайзера Вильгельма II и на царившие в современной автору Германии нравы. Сцену убийства Калигулы пересказал Август Стриндберг в исторической миниатюре «Кровожадный зверь» (1905 год). В 1917 году польский драматург Кароль Губерт Ростворовский написал психологическую драму «Гай Цезарь Калигула». У Ростворовского Калигула впервые выступает не как сумасшедший, а лишь как глубоко порочный человек.
В 1938 году Альбер Камю начал писать пьесу «Калигула» (закончена в 1944 году), в которой император показан стремящимся к полному раскрепощению личности, но пришедшим к «полному нигилизму и внутреннему краху». В конце 1940-х и начале 1950-х распространение агрессивно антикоммунистического движения маккартизма в американской публицистике неоднократно сравнивалось с римской историей. Опальный сценарист Альберт Мальц перенёс это сравнение в сюжет художественного фильма 1953 года «Плащаница». Калигула в его интерпретации действует в духе маккартизма, а преследуемыми оказываются христиане. И «Плащаница», и роман Роберта Грейвса «Я, Клавдий» (1934; телеэкранизация в 1976), и фильм «Калигула» Тинто Брасса (1979) представляют Калигулу как безумного правителя, хотя все вышедшие в этот период академические биографии носили в той или иной степени апологетический характер. Ирландский историк Дэвид Вудс полагает, что литературный сюжет о «назначении» коня Инцитата консулом отражён в комиксах о Судье Дредде, где Главный Судья Кал (англ. Cal) сделал своим заместителем аквариумную рыбку.

## Комментарии
1. ↑  Анций как место рождения Калигулы считается наиболее вероятным вариантом, поскольку сообщающий об этом Светоний добавляет, что сведения об Анции он обнаружил в «ведомостях» (Acta diurna populi Romani) — публикуемых магистратами официальных сообщениях[3][5][6][7].
2. ↑  Энтони Баррет считает, что Калигула переехал к Ливии в 27 году[24], Даниэль Нони полагает, что это произошло в 28 году[30], а Игорь Князький относит переезд к 29 году[31].
3. ↑  Допускается, что Калигула мог просить об этом неискренне, ради формальности, и консулы могли это знать[74]. Напротив, в провинциях ожидали обожествления Тиберия, и в Лугдунуме даже выпустили монеты с изображением обожествлённого Тиберия[80].
4. ↑  Энтони Баррет, подробно рассмотревший вопрос о хронологии болезни Калигулы, пришёл к выводу о заболевании в последних числах сентября — начале октября, и о выздоровлении в октябре[93].
5. ↑  Энтони Баррет подчёркивает, что обожествление Друзиллы было особенным только из-за её небольшой роли в политике. В остальном Калигула следовал уже установленным прецедентам — вплоть до суммы в 1 миллион сестерциев, выплаченной сенатору, заявившему, будто он видел вознесение души умершей на небо[106].
6. ↑  Верхнегерманский военный округ примерно соответствует образованной Домицианом в 80-е годы провинции Верхняя Германия. Условный термин «военный округ» используется в русскоязычной историографии; должность его командующего — legatus Augusti exercitus [Germanici Superioris][127].
7. ↑  Наиболее подробен рассказ Диона Кассия[146]. Светоний сообщает о таком же случае, но не называет имён[147].
8. ↑  Только Полемон лишился своих владений в Боспоре, которые Клавдий передал Митридату.
9. ↑  Птолемей был внуком Марка Антония и Клеопатры, Калигула — правнуком Марка Антония от другого его брака.
10. ↑  В частности, античные авторы никак не комментируют противоречащие друг другу свидетельства о внезапном для всех намерении Калигулы отправиться к Рейну и о предварительном сборе огромной армии для войн на севере[244]; Светоний в биографии Калигулы подчёркивает исключительно шутовской характер кампании, но в биографии Гальбы прямо говорит о реальных столкновениях с германцами, пересёкшими Рейн[245].
11. ↑  Под Свевией понимают либо синоним Германии, либо реальную экспедицию в земли свевов[249].
12. ↑  Сам Светоний склонялся к иной точке зрения на задачу моста — якобы так император надеялся исполнить пророчество Фрасилла, придворного астролога Тиберия: «Гай скорей на конях проскачет через Байский залив, чем будет императором» (Светоний. Калигула, 19).
13. ↑  В оригинале — «effusae clementiae, modicus severitate» (буквально — «чрезмерной мягкостью/снисходительностью, умеренной строгостью/суровостью»). В переводе А. С. Бобовича на русский язык — «благожелательностью и справедливостью».
14. ↑  Оценки ситуации на рейнской границы существенно различаются — например, Сэм Уилкинсон полагает, что положение было очень сложным[261], а Игорь Князький считает, что военная ситуация была безопасной[262]. Нет единого мнения и в оценке военных способностей Гетулика: например, Артер Феррилл оспаривает очень шаткую трактовку слов Тацита, замечая, что римский историк в целом писал о Гетулике весьма благожелательно[263].
15. ↑  Джон Болсдон утверждает, что пришёл к схожему выводу о манёврах как цели Калигулы независимо от Квидде[265].
16. ↑  Даниэль Нони оценивает его рост в 180 см[308].
17. ↑  Переводчик Светония на русский язык Михаил Гаспаров отрицает возможность перевода термина как «бесстыдство», но Энтони Баррет настаивает на нём[311].
18. ↑  В начале XX века огромные корабли, частично подходящие под описание Светония, были найдены в озере Неми, расположенном в нескольких километрах от моря. Светоний, впрочем, утверждал, что эти суда плавали по Тирренскому морю вдоль побережья Кампании[198].
19. ↑  Энтони Баррет объясняет свидетельство Светония[198] акцентированием внимания на разнообразии разных напитков[336]. Указание Филона[337], по мнению английского исследователя, следует понимать как несколько более активное потребление вина по сравнению с воздержанием до восхождения на трон[336].
20. ↑  В Риме ходили слухи, будто император приказывал отравить коней и колесничих «синих»[341].
21. ↑  Точная дата свадьбы Калигулы и Юнии Клавдиллы неизвестна. Свидетельства античных авторов сильно расходятся: Светоний указывает на ранний брак (около 31 года), Тацит склоняется к 33 году, Дион Кассий — к 35 году[359]. Джон Болсдон попытался разрешить это противоречие, предположив, что в 33 году Тиберий организовал помолвку, а в 35 году состоялась свадьба[360]. Однако бракосочетание состоялось в Анции, а по другим источникам известно, что с 33 года Тиберий не покидал остров Капри. Кроме того, к 33 году относятся организованные императором браки сестёр Калигулы. В результате Энтони Баррет и Дэвид Уордл склоняются к 33 году[361][362].
22. ↑  Пизон вскоре сам похитил невесту у друга и женился на ней[369].
23. ↑  Помимо Светония[309], зелье Цезонии — «мозг жеребёнка» — упоминает Ювенал, прямо заявлявший о негативном влиянии зелья на душевное равновесие[384].
24. ↑  Для древних римлян приемлемыми для мужчины считались любые сексуальные действия в «проникающей» роли вне зависимости от пола партнёра. Напротив, пассивная роль мужчины считалась достойной порицания[404].

## Цитаты
1. ↑  Светоний. Калигула, 14: «Когда он было захворал, люди ночами напролёт толпились вокруг Палатина; были и такие, которые давали письменные клятвы биться насмерть ради выздоровления больного или отдать за него свою жизнь».
2. ↑  Светоний. Калигула, 27: «От человека, который обещал биться гладиатором за его выздоровление, он истребовал исполнения обета, сам смотрел, как он сражался, и отпустил его лишь победителем, да и то после долгих просьб. Того, кто поклялся отдать жизнь за него, но медлил, он отдал своим рабам — прогнать его по улицам в венках и жертвенных повязках, а потом во исполнение обета сбросить с раската».
3. ↑  Светоний. Калигула, 43: «Войной и военными делами занялся он один только раз, да и то неожиданно. Однажды, когда он ехал в Меванию посмотреть на источник и рощу Клитумна, ему напомнили, что пора пополнить окружавший его отряд батавских телохранителей. Тут ему и пришло в голову предпринять поход в Германию; и без промедления, созвав отовсюду легионы и вспомогательные войска, произведя с великой строгостью новый повсеместный набор, заготовив столько припасов, сколько никогда не видывали, он отправился в путь»
4. ↑  Иосиф Флавий. Иудейские древности, XIX, 2, 5: «Будучи внучатым племянником Тиберия, преемником которого ему пришлось сделаться, Гай должен был особенно заботливо отнестись к требованиям образования, потому что сам Тиберий придавал образованию большое значение».
5. ↑  Светоний. Калигула, 52: «Одежда, обувь и остальной его обычный наряд был недостоин не только римлянина и не только гражданина, но и просто мужчины и даже человека. Часто он выходил к народу в цветных, шитых жемчугом накидках, с рукавами и запястьями, иногда в шелках и женских покрывалах, обутый то в сандалии или котурны, то в солдатские сапоги, а то и в женские туфли; много раз он появлялся с позолоченной бородой, держа в руке молнию, или трезубец, или жезл — знаки богов, — или даже в облачении Венеры. Триумфальное одеяние он носил постоянно даже до своего похода, а иногда надевал панцирь Александра Великого, добытый из его гробницы».
6. ↑  Светоний. Калигула, 54: «…пением и пляской он так наслаждался, что даже на всенародных зрелищах не мог удержаться, чтобы не подпевать трагическому актёру и не вторить у всех на глазах движениям плясуна, одобряя их и поправляя».
7. ↑  Светоний. Калигула, 54: «…однажды за полночь он вызвал во дворец трёх сенаторов консульского звания, рассадил их на сцене, трепещущих в ожидании самого страшного, а потом вдруг выбежал к ним под звуки флейт и трещоток, в женском покрывале и тунике до пят, проплясал танец и ушёл».
8. 1 2  Светоний. Калигула, 25: «Ливию Орестиллу, выходившую замуж за Гая Пизона, он сам явился поздравить, тут же приказал отнять у мужа и через несколько дней отпустил, а два года спустя отправил в ссылку, заподозрив, что она за это время опять сошлась с мужем. Другие говорят, что на самом свадебном пиру, он, лёжа напротив Пизона, послал ему записку: „Не лезь к моей жене!“, а тотчас после пира увёл её к себе и на следующий день объявил эдиктом, что нашёл себе жену по примеру Ромула и Августа».
9. ↑  Светоний. Калигула, 25: «Лоллию Павлину, жену Гая Меммия, консуляра и военачальника, он вызвал из провинции, прослышав, что её бабушка была когда-то красавицей, тотчас развёл с мужем и взял в жёны, а спустя немного времени отпустил, запретив ей впредь сближаться с кем бы то ни было».
10. ↑  Сенека. О стойкости мудреца, 18, 2: «И вот на пиру, при большом собрании народа, Гай Цезарь начинает пенять ему самым громким голосом, что жена его нехороша в постели. Благие боги, это мужу-то такое выслушивать!» (перевод Т. Ю. Бородай); в оригинале — «voce clarissima, qualis in concubitu esset uxor eius, obiecit», буквально — «отчётливейшим голосом упрекнул/обвинил [его], какой в постели была его жена».
11. ↑  Светоний. Калигула, 24: «Говорят, одну из них, Друзиллу, он лишил девственности ещё подростком, и бабка Антония, у которой они росли, однажды застигла их вместе».
12. ↑  Светоний. Калигула, 36: «С Марком Лепидом, с пантомимом Мнестером, с какими-то заложниками он, говорят, находился в постыдной связи. Валерий Катулл, юноша из консульского рода, заявлял во всеуслышание, что от забав с императором у него болит поясница»; использованное Светонием слово latus может иметь значения «бок, грудь, тело» (в переводе М. Л. Гаспарова — «поясница»).
13. ↑  «Stories of incest and homosexuality have to be understood as representing Caligula's tight political control over his family, and over others who might threaten him»[406].

### Монографии
- Баррет Э. Калигула. — М.: «ТЕРРА—Книжный клуб», 1999. — 432 с. — (Сон разума рождает чудовищ). — ISBN 5-300-02467-8.
- Князький И. Калигула. — М.: «Молодая гвардия», 2009. — 272 с. — («ЖЗЛ»). — 5000 экз. — ISBN 978-5-235-03193-7.
- Лесны И. О недугах сильных мира сего (Властелины мира глазами невролога). — М.: «Графит», 1990.
- Нони Д. Калигула. — Ростов-на-Дону: «Феникс», 1998. — 352 с. — (Исторические силуэты). — 5000 экз. — ISBN 5-222-00700-6.
- Balsdon J. The Emperor Gaius (Caligula). — Westport: Greenwood Press, 1977. — 243 p.
- Cambridge Ancient History / ed. by Alan K. Bowman[англ.], Edward Champlin, Andrew Lintott[англ.]. — 2nd ed. — Cambridge: Cambridge University Press, 1996. — Vol. X: The Augustan Empire, 43 BC — AD 69. — 1159 p. — ISBN 978-1-139-05438-6. — doi:10.1017/CHOL9780521264303.
- Demougin S. Prosopographie des chevaliers romains Julio-Claudiens. — Perugia: École française de Rome, 1992. — P. 344—345. — 719 p. — ISBN 2-7283-0248-7.
- Ferrill A. Caligula: Emperor of Rome. — London: Thames and Hudson, 1991. — 185 p.
- Scullard H. From the Gracchi to Nero: A History of Rome from 133 BC to AD 68. — London: Routledge, 2010. — 410 p.
- Wilkinson S. Caligula. — New York & London: Routledge, 2005. — 110 p.
- Winterling A. Caligula: A Biography. — University of California Press, 2011. — 240 p.

### Статьи
- Данилов Е. Рейнский поход Гая Калигулы // Проблемы истории, филологии, культуры. — Магнитогорск : Магнитогорский государственный технический университет им. Г.И. Носова и Институт археологии РАН, 2011. — Вып. 2. — С. 24—29.
- Benediktson D. Caligula’s Madness: Madness or Interictal Temporal Lobe Epilepsy? (англ.) // The Classical World. — 1989. — Vol. LXXXII, no. 5. — P. 370—375. — ISSN 0009-8418. — JSTOR 4350416.
- Benediktson D. Caligula’s Phobias and Philias: Fear of Seizure? (англ.) // The Classical Journal. — 1991—92. — Vol. LXXXVII, no. 2. — P. 159—163. — ISSN 0009-8353. — JSTOR 3297970.
- Bicknell P. The Emperor Gaius' Military Activities in AD 40 (англ.) // Historia: Zeitschrift für Alte Geschichte. — Stuttgart: Franz Steiner Verlag, 1968. — Vol. XVII. — P. 496—505. — ISSN 0018-2311. — JSTOR 4435047.
- Bilde P. The Roman emperor Gaius (Caligula)'s attempt to erect his statue in the temple of Jerusalem (англ.) // Studia Theologica — Nordic Journal of Theology. — 1978. — Vol. XXXII, no. 1. — P. 67—93. — ISSN 1502-7791.
- Carlson D. Caligula’s Floating Palaces (англ.) // Archaeology. — 2002. — Vol. LV, no. 3. — P. 26—31. — JSTOR 41779576.
- Charlesworth M. The Tradition about Caligula (англ.) // Cambridge Historical Journal. — 1933. — Vol. IV, no. 2. — P. 105—119. — ISSN 0018-246X. — JSTOR 3020590.
- Davies R. The Abortive Invasion of Britain by Gaius (англ.) // Historia: Zeitschrift für Alte Geschichte. — Stuttgart: Franz Steiner Verlag, 1966. — Vol. XV. — P. 124—128. — ISSN 0018-2311. — JSTOR 4434915.
- Van Deman E. The House of Caligula (англ.) // American Journal of Archaeology. — 1924. — Vol. XXVIII, no. 4. — P. 368—398. — ISSN 0002-9114. — JSTOR 497538.
- Gwyn Morgan M. Caligula’s Illness Again (англ.) // The Classical World. — 1973. — Vol. LXVI, no. 6. — P. 327—329. — ISSN 0009-8418. — JSTOR 4347839.
- Katz R. The Illness of Caligula (англ.) // The Classical World. — 1972. — Vol. LXV, no. 7. — P. 223—225. — ISSN 0009-8418. — JSTOR 4347670.
- Philips E. The Emperor Gaius' Abortive Invasion of Britain (англ.) // Historia: Zeitschrift für Alte Geschichte. — Stuttgart: Franz Steiner Verlag, 1970. — Vol. XIX. — P. 369—374. — JSTOR 4435143.
- Scherberich K. Sueton und Josephus über due Ermordung des Caligula (нем.) // Rheinisches Museum für Philologie, Neue Folge. — 1999. — Bd. CXLII, Nr. 1. — S. 74—83. — ISSN 0035-449X. — JSTOR 41234361.
- Sidwell B. Gaius Caligula’s Mental Illness (англ.) // Classical World. — 2010. — Vol. CIII, no. 2. — P. 183—206. — ISSN 0009-8418.
- Strauss W. Albert Camus' Caligula: Ancient Sources and Modern Parallels (англ.) // Comparative Literature. — 1951. — Vol. III, no. 2. — P. 160—173. — ISSN 0010-4124. — JSTOR 1768709.
- Wardle D. Caligula and his Wives (англ.) // Latomus. — 1998. — No. 57, Fasc. I. — P. 109—126. — ISSN 0023-8856. — JSTOR 41538212.
- Wardle D. Caligula and the Client Kings (англ.) // The Classical Quarterly (New Series). — 1992. — Vol. XLII, no. 2. — P. 437—443. — ISSN 0009-8388. — JSTOR 639420.
- Wood S. Diva Drusilla Panthea and the Sisters of Caligula (англ.) // American Journal of Archaeology. — 1995. — Vol. XCIX, no. 3. — P. 457—482. — ISSN 0002-9114. — JSTOR 506945.
- Woods D. Caligula, Incitatus and the Consulship (англ.) // The Classical Quarterly. — 2014. — Vol. LXIV, no. 2. — P. 772—777. — ISSN 0009-8388.
- Woods D. Caligula’s Seashells (англ.) // Greece & Rome, Second Series. — 2000. — Vol. XLVII, no. 1. — P. 80—87. — ISSN 173835. — JSTOR 826949.